# パーミャチ・アゾーヴァ (装甲巡洋艦)
パーミャチ・アゾーヴァ（ロシア語: «Па́мять Азо́ва»）は、ロシア帝国が建造し保有した装甲巡洋艦である。日本では大津事件の際のロシア皇太子ニコライ・アレクサンドロヴィチ（のちの皇帝ニコライ2世）のお召し艦として知られ、ソビエト連邦（以下、ソ連）ではバルト艦隊最初の「革命艦」として知られた。
ロシア帝国海軍での配備当初の正式な分類はフリゲート（фрегатъ）または装甲フリゲート（броненосный фрегатъ）であったが、同海軍でフリゲートとして配備された艦としてはこれが最後であった。その後、1892年2月1日付けで 1 等巡洋艦（крейсеръ I ранга）、1907年9月27日付けで練習船（учебное судно）に類別を変更された。その後、ロシア共和国海軍、さらに労農赤色海軍へ所有者が変わった。1919年5月8日付けで浮き基地（плавучая база）に類別を変更された。
艦名は、ロシア語で「アゾフの記憶」という意味であるが、この名はギリシャ独立戦争の際、1827年10月8日に発生したナヴァリノの海戦で英雄的に戦ったことが賞賛された戦列艦「アゾフ」に敬意を表したものである。関係者のあいだではもっぱら「アゾフ」（«Азо́въ»）と通称された。伝統に則り、戦列艦「アゾフ」から代々受け継いだゲオルギイの旗を受領し、舳先にはゲオルギイ十字を取り付けていた。ゲオルギイ十字を持つ、ロシア史上初の蒸気装甲軍艦である。
帝室ヨットではなかったが航洋性ならびに船内設備が優れていたので、前述の皇太子ニコライ・アレクサンドロヴィチのお召し艦として使用された。これに関連し、乗員は近衛艦隊乗員班に列せられている。
後世、「パーミャチ・アゾーヴァ」の名はふたつの事件で知られている。ひとつは、1906年にこの艦上で発生した水兵らを中心とした叛乱事件である。この事件により艦は「バルト海の『ポチョムキン』」（Балти́йский «Потёмкин»）と渾名され、ソ連時代に「革命艦」として広く知られるようになった。もうひとつは、この艦の最期である。当時すでに第一線を退いて港に繋留される浮き基地となっていた「パーミャチ・アゾーヴァ」は、ロシア内戦中の1919年8月19日にイギリス海軍の魚雷艇による奇襲攻撃を受け着底、魚雷艇によって犠牲となった当時としては珍しい艦として歴史に名を留めた。

## 概要

### 大洋巡洋艦
クリミア戦争での敗北後、海軍の再建と外洋海軍の建設を目指していたロシア帝国海軍は19世紀後半、大洋における良好な巡洋性能の確保を最大の目的とした艦船、すなわち「大洋巡洋艦」（たいようじゅんようかん； «океанскій крейсеръ»）の整備を進めた。当時、世界的に見ても高い航洋性と攻撃力・防御力を両立した艦は少なく、前者を確保するために後者を犠牲にするか、後者を獲得したがために航洋性の劣る事実上の沿岸防衛艦となるのが通例であった。こうした中、ロシア帝国海軍でも当初は大洋巡洋艦については防御装甲システムの装備を絶対条件とは考えておらず、それよりもまず十分な航続距離と航洋性を確保するのを優先して考えていた。従って、可能性としては非装甲の大洋巡洋艦というのも存在しておかしくはなかった。
しかし、ロシア帝国海軍が実際に配備した大洋巡洋艦の大半は装甲システムを有していた。当時まだそうした名称は存在しなかったが、それらは後世でいうところの「装甲巡洋艦」であった。それらは当時の分類法において装甲フリゲートに数えられたが、この装甲フリゲートという艦種の中には沿岸防衛用の艦と外洋巡航用の艦とが混在していた。今日、装甲フリゲートの中で装甲巡洋艦に数えられるのは後者だけであり、それらは設計概念上の名称でいう大型巡洋艦であった。大洋巡洋艦の整備は1870年代に本格化し、19世紀末の海軍予算のほとんどが大洋巡洋艦の建造費に当てられた。その結果、20世紀初めまでに他艦種からの改修艦を含め 12 隻が配備された。それらは本国から交替で極東方面へ派遣され、本国バルト海から太平洋までの往復には長大な距離の航海をこなしていた。それらのうち、旧式化して事実上戦力外となっていた初期の 4 隻を除く 8 隻中 5 隻が日露戦争で失われ、ロシア帝国海軍がひたすら大洋進出を目指した時代も終焉した。それ以降、ロシア帝国海軍が巡洋戦力に重点的に力を注ぐことはなかった。
そのような文脈の中で、「パーミャチ・アゾーヴァ」は帆船時代の分類基準による「フリゲート」として設計された最末期の大洋巡洋艦であった。海軍元帥アレクセイ・アレクサンドロヴィチ大公の署名による1886年6月27日付けの海軍管轄官庁第83号指令では半装甲フリゲート（はんそうこうフリゲート； полуброненосный фрегатъ）と呼ばれたが、ロシア帝国海軍においてこの名称は、艦が閉鎖砲座甲板を持たず、喫水線部分にだけ防禦装甲を持っていることを意味している。それにも拘らず、しばしば装甲フリゲート（そうこうフリゲート； броненосный фрегатъ）とも呼ばれる。乗務士官らによって作成された1890年発行の秘密文書『フリゲート「パーミャチ・アゾーヴァ」に関する簡易資料』では、フリゲートと記載している。やがてフリゲートという艦種が廃止されかわって 1 等巡洋艦に類別が変更されると広く一般にも巡洋艦（じゅんようかん； крейсеръ）と呼ばれるようになり、装甲巡洋艦（そうこうじゅんようかん； броненосный крейсеръ）という名称が一般的になるとその名称と呼ばれるようになった。海軍に装甲巡洋艦という分類が正式に制定されたのは1907年9月27日のことであり、このときには「パーミャチ・アゾーヴァ」は練習船になっているため、正式分類で装甲巡洋艦と呼ばれたことはない。
「パーミャチ・アゾーヴァ」は、最初の大洋巡洋艦であるゲネラール＝アドミラール級装甲巡洋艦に連なる直系の末尾を飾る艦であり、艦隊主力艦として整備された最後の巡洋艦であった。次のシリーズは同じ大洋巡洋艦であってももっぱら通商破壊艦として整備された「リューリク」＝「グロモボーイ」クラスであり、「パーミャチ・アゾーヴァ」はこのシリーズへの橋渡し役を務めた。そして、このシリーズが19世紀のロシア帝国海軍巡洋艦整備の時代の集大成となった。「パーミャチ・アゾーヴァ」は戦史的にはほかの大洋巡洋艦ほど目立った活躍は残さなかったが、政治史的には19世紀末から20世紀初頭にかけてのロシア帝国の極東政策で中心的な役割を担い、技術史的には次の世代の巡洋艦の基礎を築くという役目を全うした。

### 設計
1890年代、I・A・シェスタコーフ海軍中将の指導の下、ロシア帝国海軍は外洋進出を目指していた。提督は、事実上沿岸域向けの艦船であった装甲艦よりも航洋性に重きを置いた「大洋巡洋艦」の整備に力を入れた。彼がロシア帝国海軍省長に就任した1882年当時、ロシア帝国海軍では非装甲か極めて軽装甲の大型大洋巡洋艦しか構想できなかった。それは、防禦装甲を犠牲にして燃料の石炭搭載量と 17 kn の速力を確保するという構想であった。イギリス海軍は実際にそのような巡洋艦を整備していたが、シェスタコーフ海軍中将はその性能に満足していなかった。一方、ロシア帝国ではこのクラスの性能を持った装甲巡洋艦が建造中であった。「ヴラジーミル・モノマフ」級の 2 隻である。開発部は、提督に対し両艦の試験を待つよう提案した。その一方で、木製外板を持つ機帆走・非装甲の 1 等巡洋艦「ヤロスラーヴリ」かイギリス海軍のコルベット（のち 3 等巡洋艦）「カライアピー」の拡大型として新しい「大洋巡洋艦」を設計する案も検討された。結局、シェスタコーフ提督は「ヴラジーミル・モノマフ」の試験結果に満足しなかったらしく、バルト工場に新しい装甲巡洋艦の設計を一任した。バルト工場では、造船技師長 P・Ye・アンドルーシチェンコを監督官に任命し、工場の造船技師 N・Ye・チトーフを技師任命した。

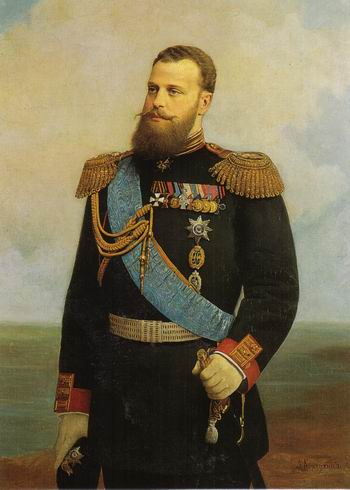
1889年に描かれたアレクセイ・アレクサンドロヴィチ大公の肖像画。

「パーミャチ・アゾーヴァ」の設計に当たり、当時「ゲネラール＝アドミラール」級直系の発展型の中で最も先進的であった装甲巡洋艦「ヴラジーミル・モノマフ」をモデルとする拡大型の開発を継続する方針が採られた。その設計は「ドミートリー・ドンスコイ」級を大幅に拡大したものであり、排水量 6000 t 級の大型航洋巡洋艦となった。1885年10月12日にはバルト工場によって設計が提出され、各寸法が決定された。艦の垂線間長は 340 フィート 10 インチ、満載喫水線長で 377 フィート 4 インチ、船殻外板の全幅は 50 フィート、船尾肋骨の全幅は 25 フィートであった。船体は鋼製の「ヴラジーミル・モノマフ」の船体を原型としていたが、内部構造や船殻外板に金属製部品のほかに木製部品を使用するよう変更が加えられた。1887年の時点でこの設計は時代遅れであるとして激しく非難されたが、最終的にシェスタコーフ提督は「船体には木製外板を張ることとし、将来的解決に任せる」という決定を下した。
外見上の特徴のひとつとして、船体中央部分に設置された 3 本煙突が挙げられた。これに対し、最初の「ゲネラール＝アドミラール」から「ヴラジーミル・モノマフ」までの大洋巡洋艦では砲塔装甲巡洋艦の「ナヒーモフ提督」を除くすべての艦が 2 本煙突であり、「パーミャチ・アゾーヴァ」の発展型となる次の「リューリク」もまた 2 本煙突であった。また、大きな帆装も外見上の特徴となっていたが、「パーミャチ・アゾーヴァ」は本質的には完全な蒸気軍艦であり、エンジンを搭載した帆船の一種である機帆船ではない。帆が装備された最大の理由は、当時の海軍元帥であったアレクセイ・アレクサンドロヴィチ大公の「趣味」であった。大公は自分が最も優れた船乗りであると信じており、帆装が艦の過積載を増加し、この完全な蒸気軍艦の性能を損なっているという設計者や艦長らの指摘を信じなかった。艦は機力に頼らない完全な帆走に必要な帆と円柱をすべて揃えており、蒸気船の時代であったにも拘らず、かつての純正の帆走軍艦の、大公によれば「美しい」外観をよく体現していた。すなわち、船首には第1斜檣が設置されており、甲板上には前檣、大檣、後檣が、それぞれの必要構成部品一式とともに設置されていた。それぞれの円柱は、鋼製であった。これに加えて、予備の帆も積載されていた。喫水線からマストの先端までの高さは、最大で 147 フィートであった。この帆装は実際にはフリゲート型ではなくバーク型の配置であったが、武装配置により「フリゲート」に分類されている。

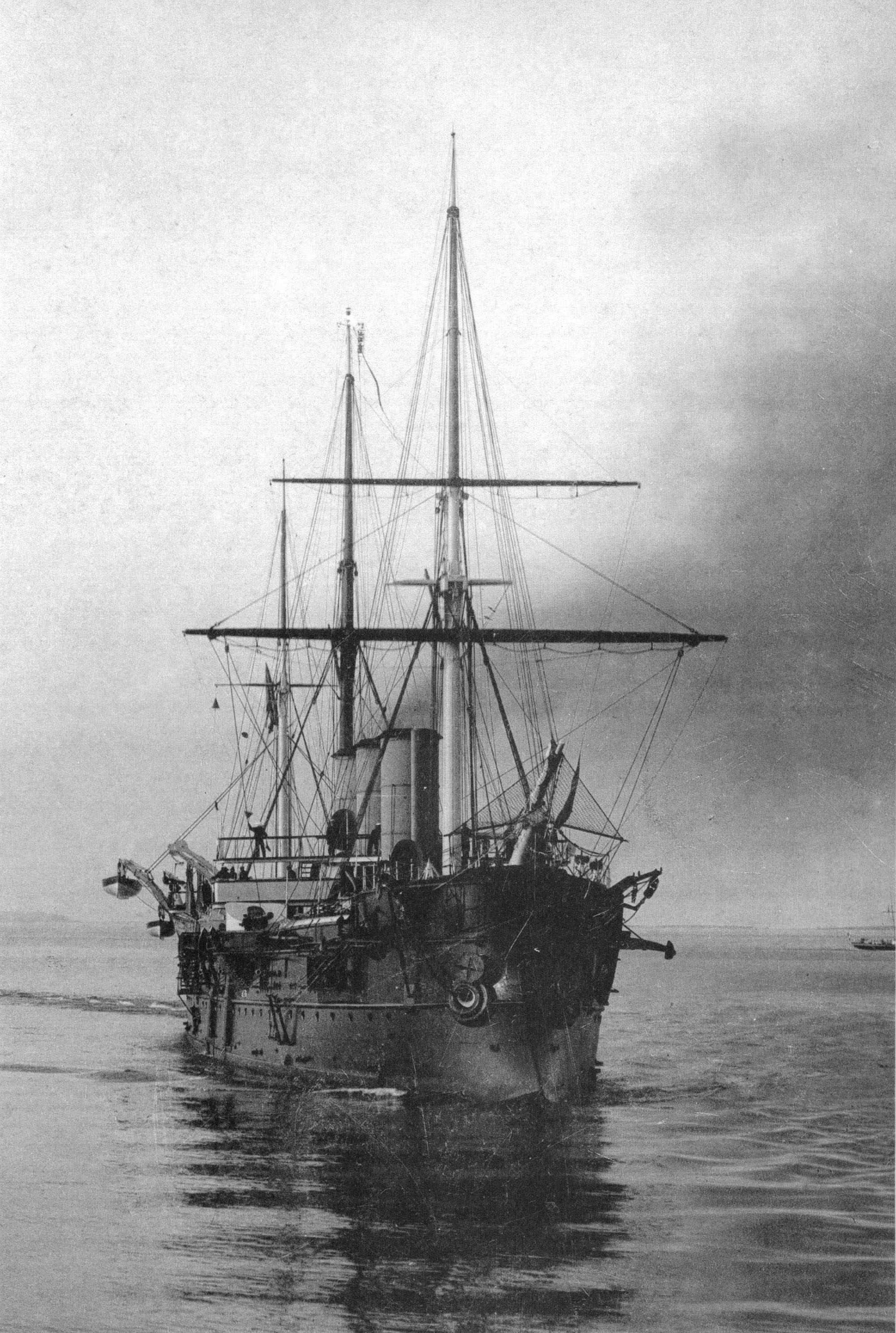
舳先から見た「パーミャチ・アゾーヴァ」。大型のマストには帆を張って航行することができた。

一方、機走用の動力装置については紆余曲折があった。当初、シェスタコーフ提督のイニシアチヴでエンジンはそれまでの 2 段膨張式から 3 段膨張式の水平機関へ変更される計画となっていた。しかし、予定したイギリスのネイピア・アンド・サン社製の水平機関がサイズをオーバーしており、船体を拡幅する設計変更が必要となった。このため水平機関は諦め、同じくイギリスのカーク社による設計を用いたバルト機械・造船工場製のレシプロ機関を搭載することになった。これは 3 段膨張式のエンジンで、垂直倒置型シリンダーを持つ 2 基の分離された機関からなっていた。1887年に製造が開始され、1889年に完成した。そしてこれが、ロシア帝国海軍で初めての垂直機関となった。4250 指示出力で、2 軸のプロペラシャフトに回転動力が伝えられた。
機関はそれぞれ、3 基のシリンダーを備えていた。高圧力用のシリンダーは直径は 41 インチ、中間圧力用は直径 60 インチ、低圧力用は直径 90 インチであった。すべてのシリンダーが、滑り弁を備えていた。
主要ボイラーはバルト工場製の 2 倍煙管ボイラーで、サンクトペテルブルクのアレクサンドル鋼鉄圧延工場で鍛錬されたロシア製の鋼から作られていた。ただし、イギリスで特許が取得されていた溝付き燃焼室は別であった。主要ボイラー数は 6 基で、作業圧力は 130 重量ポンド毎平方インチであった。このほかに、補助ボイラーとして煙管ボイラー 1 基と、ベルヴィル社製の別の管型ボイラー 1 基を搭載していた。両補助ボイラーは居住甲板に設置されており、艦のすべての補助機構に動力を与えるために使用された。
推進用スクリュープロペラは、4 枚羽、直径 17 フィート 3 インチのものを 2 基備えていた。1 基辺りの重量は 810 プードで、ピッチは 23 フィートに上った。
機関重量は 414 t、プロペラシャフトとスクリュープロペラの合計重量は 110 t、全ボイラーと関係機器の総重量は 464 t、ボイラー水の重量は 162 t であり、動力装置関係の総重量は 1150 t に上った。この動力装置により、「パーミャチ・アゾーヴァ」は排水量が 6000 t の場合、原型の「ドミートリー・ドンスコイ」より 1 kn 優れた 18 kn の速力を発揮できるはずであった。
1885年12月9日付けで、武装の要目が明細化された。すなわち、諸装備込み装置重量 2798 プードの後装式 35 口径 8 インチ艦砲を 2 門、同 9660 プードの 35 口径 6 インチ艦砲 14 門、8 インチ砲弾 125 発と装薬、弾薬箱で重量 2500 プード、6 インチ砲弾のために 8846 プードとされた。これら全重量は、23805 プードであった。
実際に装備された砲熕兵装は、以下のようなものであった。主砲となる 8 インチ砲は、35 口径 8 dm 砲とされた。これらは、上層甲板両舷に張り出す形で設けられたスポンソン上に設置された。従って、前方へ向けては 2 門を指向できたが、舷側方向へは片舷 1 門しか向けられなかった。舳先には衝角が設けられていたが、「ドミートリー・ドンスコイ」級までの装甲巡洋艦と比べて著しく前方に突き出した形になっており、その先端はちょうど喫水線に来るようになっていた。その形状は、同じ時期に設計された 1 等防護巡洋艦「コルニーロフ提督」に類似している。副砲となる 6 インチ砲は、ほかの装甲艦船に搭載された 1877年式 28 口径 6 dm 砲に替え、1877年式 35 口径 6 dm 砲とされた。計画では 14 門であったが、実際には全部で 13 門だけ搭載された。そのうち 1 門は船首砲座に前方へ向けて設置され、そのため舳先には砲門が開かれた。残る 12 門は舷側砲座に並べられ、それらのうち 1 番砲座と 2 番砲座は船首へ向けることができ、11 番砲座と 12 番砲座は船尾へ向けることができた。
主砲と副砲について同時代の巡洋艦と比べた場合、「パーミャチ・アゾーヴァ」の砲撃力は次のようなものであった。「パーミャチ・アゾーヴァ」の主砲・副砲の数は、片舷斉射の場合、8 インチ砲が 1 門、6 インチ砲が 6 門であった。これは、ロシア・イギリス・フランスの諸巡洋艦と比べた場合、あまり強力とはいえなかった。砲門の数ではフランス艦が抜きん出て多かったが口径では劣り、口径ではイギリス艦の 10 インチ砲がこの時代の主要な巡洋艦の搭載砲としては最大であった。しかし、一斉射撃をした場合の砲弾総重量では「パーミャチ・アゾーヴァ」の 1158 ポンドが最大となり、他艦を凌駕していた。砲撃の威力では 20842 ポンドであり、フランスの「アミラル・セシル」の 24461 ポンドや「デュケーヌ」の 23172 ポンドに及ばないものの、低くはなかった。
加えて、対水雷艇防禦用の速射砲としてオチキス式 43 口径 47 mm 砲が 7 門と、20 口径 37 mm 5 砲身砲が 8 門搭載された。47 mm 砲は 4 門が甲板上に、2 門が船尾との底面空間に設置された。これらは、格子越しに砲撃するようになっていた。さらに 1 門は船尾砲座に設置され、直接後方を射撃するようになっていた。37 mm 砲は 4 門が艦橋両端に、4 門が格子端に設置され、後者は必要に応じて檣楼に上げることができた。さらに、8 インチ砲の前の船縁には 2 門のバラノーフスキイ式 20 口径 63.5 mm 上陸砲が搭載された。また、礼砲として用いるために 4 門の1867年式 4 ポンド砲が搭載された。このほかに、個人装備となる竜騎兵式ベルダン式ライフル銃 90 挺、4.2 リーニヤ・スミス&ウェッソン回転式拳銃 190 挺、それに剣 190 口も搭載された。
水雷兵装は、以下のようなものが装備された。まず、「自走水雷」すなわち今日で言うところの魚雷に関する装備は、19 ft 水雷のための舷側旋回装置が 2 基、同じく船尾固定装置が 1 基であった。「球形水雷」と呼ばれた機雷については、自動投錨装置付きの機雷を 40 個搭載した。船尾には、球形水雷を航行中に敷設するためのブームが設置されていた。また、艦載水雷艇も 2 隻搭載された。それらは、15 ft 水雷装置を搭載していた。さらに 2 隻の艦載艇も搭載され、それらは武装するか、あるいは投擲水雷の装置か 2 基の刺突水雷を装備していた。自走水雷および投擲水雷は、それぞれ 3 基ずつの装置を有していた。刺突水雷は 2 本の竿に付けられており、50 個の練習用水雷を有していた。
上記 2 隻の艦載水雷艇のほかに、艦載艇は 12 隻の蒸気カッターボート、2 隻の蒸気無力材艇、2 隻のランチ、1 隻の軽量艇、2 隻の捕鯨ボート（そのうち 1 隻は救命ボート）、そして 2 隻の 6 櫂式ヨールを搭載していた。
防禦装甲は当初から鉄製ではなく鉄鋼製の「異種装甲」が用いられることとされており、防禦システムは軽舷側装甲と 2 層の鋼板からなる装甲甲板からなっていた。海軍技術委員会の要求により、装甲帯は 179 フィートに限定され、「水中甲板装甲」によって横隔壁と船首・船尾が防禦された。これにより、予定された装甲重量 733 t に対し、714 t に抑えられた。
1885年12月31日付けでシェスタコーフ提督によって「異種装甲」案は承認され、なおかつ装甲巡洋艦アドミラル・ナヒーモフや黒海艦隊向けの新型装甲艦、エカチェリーナ2世級と同様に舷側装甲は船体中央部だけとされた。俊足の巡洋艦にとって、船体全長にわたる装甲は「速力と機動力」によって齎される、と考えられていた。
しかし、シェスタコーフ提督は1886年2月中旬にその承認を取り消し、かわりに全喫水線にわたる舷側装甲帯の採用を許可した。それはドミトリー・ドンスコイ級と同様の構造になっており、喫水線部分に全船体長におよぶ厚さ 37 mm の装甲帯が取り付けられることとなった。ただし、船首・船尾部分では厚みは 25.4 mm に縮小されていた。装甲帯の幅も、6 フィートに拡大された。

### 建造

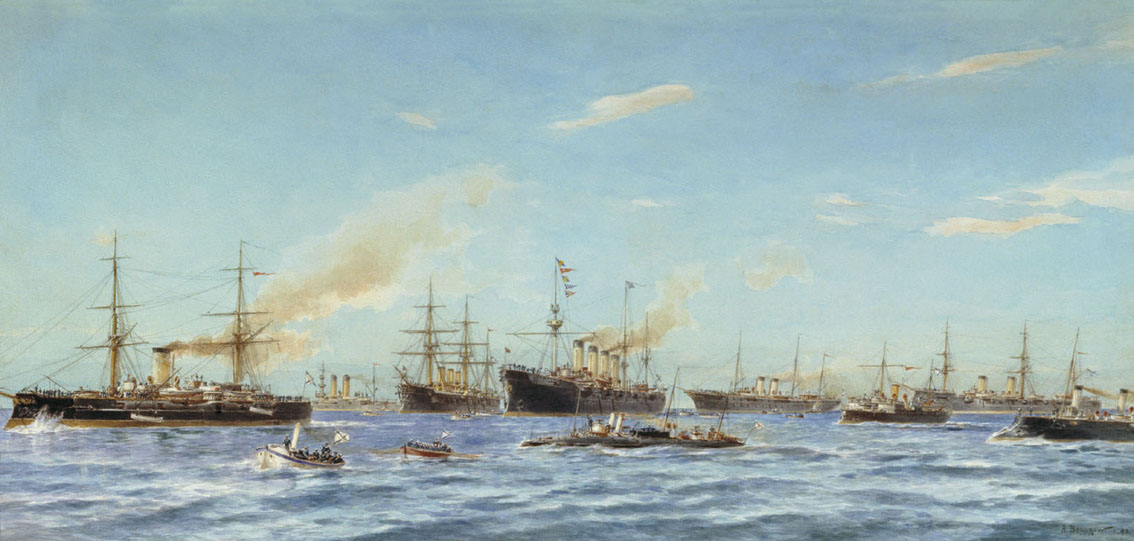
1883年から1896年のあいだにバルト造船機械工場で建造された、艦船技師 N・Ye・チトーフ設計による艦船の絵。左から 1 等巡洋艦「アドミラル・ナヒーモフ」、アドミラル・ウシャコフ級海防戦艦（奥）、「パーミャチ・アゾーヴァ」、「リューリク」などが連なる。A・K・ベーグロフ画。

「パーミャチ・アゾーヴァ」の建造は、サンクトペテルブルクのバルト工場で行われた。1886年3月4日に船体工事が着手され、同年6月27日に 70 門級戦列艦「アゾーフ」に敬意を表して「パーミャチ・アゾーヴァ」と命名された。同年7月12日付けで公式に起工したが、起工式には皇帝アレクサンドル3世、皇后マリーヤ・フョードロヴナ、ギリシャ王女オリガ・コンスタンチーノヴナ、海軍元帥アレクセイ・アレクサンドロヴィチが列席した。式典には、艦長 N・N・ロメン 1 等佐官の下、14 名の士官と 197 名の水兵が参加した。全水兵は、ギリシャ人の女王陛下の艦隊乗員第2班に叙せられた。その後、「ロシア海軍の父祖」ピョートル1世のボートが進水して 200 周年となる1888年5月20日正午に進水した。進水時の排水量は、2795 t であった。
「パーミャチ・アゾーヴァ」に重要任務が与えられることになると、建造速度は速められた。すなわち、皇帝アレクサンドル3世が自身の後継者であるニコライ・アレクサンドロヴィチ皇太子の旅行にこの新型艦を使用させようと考えたのである。艦には豪華な家具や装飾品が積み込まれ、専用の艦載艇も発注された。これにより重要は 70 t 増加してしまったが、これに耐えるように重量の掛かる箇所はセメントによって固められた。
設計作業において、バルト工場には追加の予算が認められた。これにより、艦には艦載水雷艇のための蒸気動力式起重機が追加された。従来、艦載水雷艇用起重機は手動式であり、蒸気式起重機の採用は当時の新機軸であった。この案は1888年3月29日付けで一度否認されたが、1889年3月には艦長たっての望みで海軍技術委員会はこれを認可した。また、装甲巡洋艦「ヴラジーミル・モノマフ」、「ドミートリー・ドンスコイ」、「ポジャールスキー公」での例に基づいて艦長が行った、砲門のガラス窓の設置に関する提案も1888年12月31日付けで認可された。バルト工場はこの発議を遅れて出された契約外のものとして拒否したが、海軍技術委員会は1889年1月7日にガラス窓の設置の主張を通した。ガラス窓は船首砲列甲板に設置され、停泊中にその区画を風が抜けるのから保護することになった。
1889年11月8日には、エンジンとボイラーが設置された。艦はクロンシュタットへ自力回航し、冬の去った1890年5月16日から6月12日にかけて中間試験を受けた。外板を張替え、推進用スクリュープロペラを交換し、「パーミャチ・アゾーヴァ」は遠距離航海に備えた。居住区は貴重な種類の材木が運び込まれ、長期間の航海のあいだ皇太子が快適に過ごせるよう作り込まれた。その費用は、78000 ルーブリになった。また、艦には「特に蒸気航行」時のために特別のテントが運び込まれ、雨除けと煤除けのため、各所に設置された。出港後には、電動式の換気扇が増設された。イギリスでは、上層甲板に追加された特設照明に使用する 700 個の白熱電球を燈すために蓄電池が購入された。
すでに 800 t に達していた過積載を少しでも軽減するため、補給や予備品、それに 2 門の 152 mm 砲や機雷などを含む武装、碇の一部や帆に関する多くの部品が、別の蒸気船でウラジオストクへ別送されることになった。この結果、クロンシュタット出港時の排水量は 6420 t となり、平均喫水は 7.3 m となった。この状態では、装甲帯上端は喫水線から 0.15 m だけ上に顔を出していた。この状態で1890年7月19日に行われた傾斜試験において、メタセンター高さは 0.85 m であった。海上公試では、エンジンは 5717 馬力を発揮し、その状態で艦は 16.8 kn の速力を記録した。
1890年には竣工した。「パーミャチ・アゾーヴァ」は、1等防護巡洋艦「アドミラル・コルニーロフ」とともにシェスタコーフ提督が彼の時代に個人的に開発した最後の艦船となった。

### 極東への航海

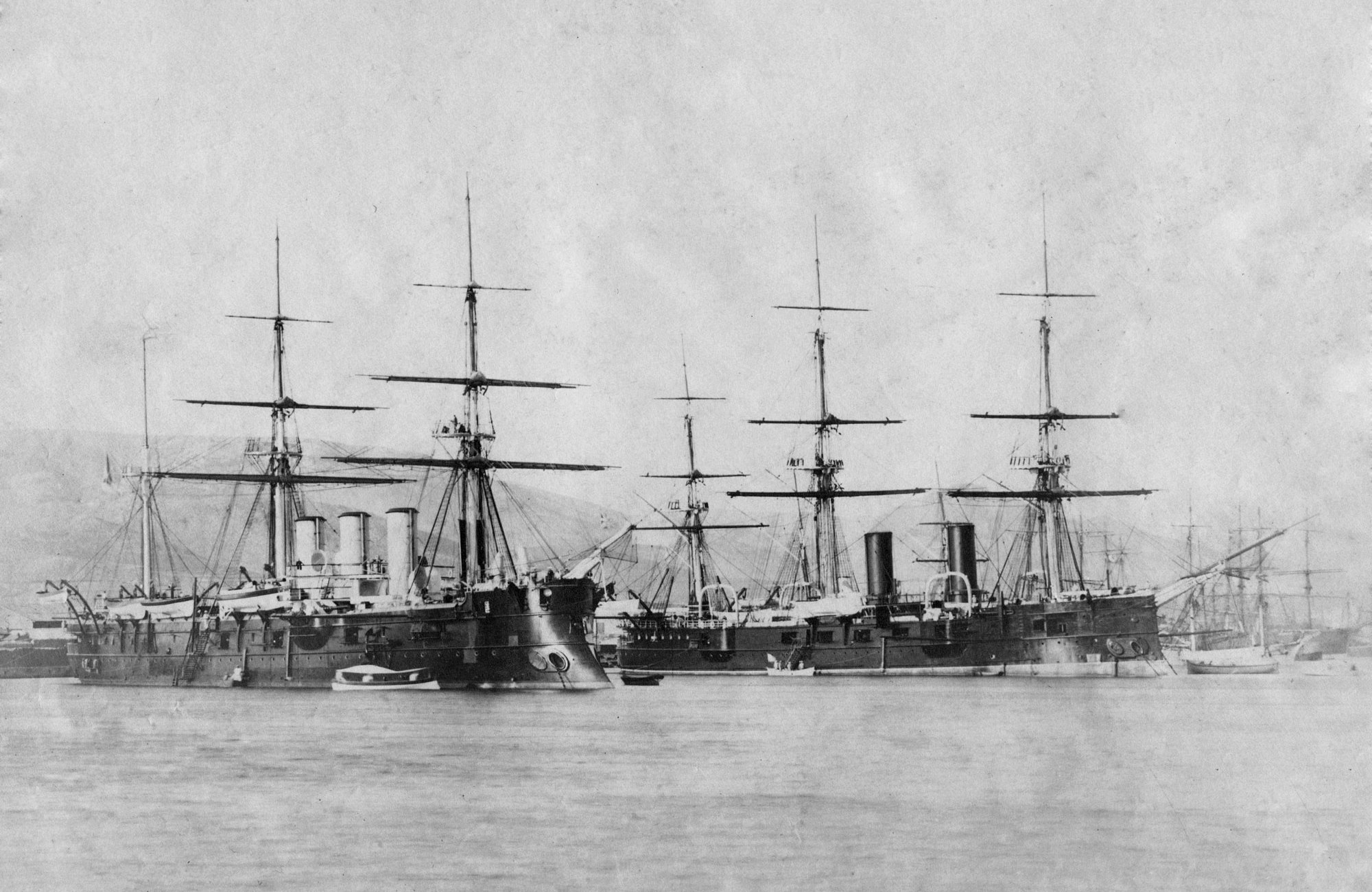
ピレウスにおけるフリゲート「パーミャチ・アゾーヴァ」（左）と「ヴラジーミル・モノマフ」。

1890年8月23日、「パーミャチ・アゾーヴァ」は処女航海に旅立った。まもなくヨーロッパを迂回し、セヴァストーポリへ向かわねばならなかった。そこにおいて、艦は皇太子を迎え、アジアを回って極東へ向かうことになっていた。航海の最初において、艦は強い嵐に見舞われた。艦長のロメン 1 等佐官は、「総じてフリゲートは頑丈で満載状態で良好な航洋性を持っていたが、それでもやはり大洋の波を突破するには不足であった」と記している。
ところがロシアの巡洋艦がボスポラス海峡を抜けて黒海へ入るのをオスマン帝国が拒んだため、9月28日から10月16日にかけての日程で予定された黒海航海は中止された。ウィーンからトリエステへ赴いた皇太子は、10月19日にトリエステ港において「パーミャチ・アゾーヴァ」に乗艦した。
「パーミャチ・アゾーヴァ」はピレウスに寄港し、艦にはギリシャ王ゲオルギオス1世とその妻オリガが訪問した。ニコライ皇太子は、代母であるギリシャ王妃オリガとの再会を果たした。また、ここで「パーミャチ・アゾーヴァ」の乗員にギリシャ王子ゲオルギオスが加わった。地中海では、「パーミャチ・アゾーヴァ」に護衛の巡洋艦「ヴラジーミル・モノマフ」が合流し、ギリシャ海域における通報艦の任に当たっていた砲艦「ザポロージェツ」も臨時で艦隊に加わった。「ザポロージェツ」は、巡洋艦がスエズ運河に入るまで艦隊を構成した。巡洋艦はスエズ運河を通過し、巡洋艦はセイロン島を目指した。

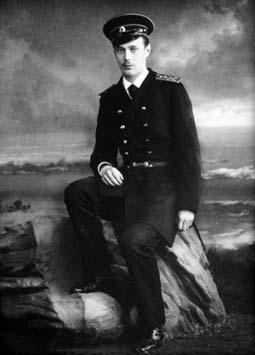
1890年頃のゲオルギー・アレクサンドロヴィチ大公。

10月中に巡洋艦はボンベイに投錨し、皇太子らは上陸した。そこで、42 日間の休暇を過ごすことになっていた。その間に、皇太子ニコライの弟で「パーミャチ・アゾーヴァ」に海軍少尉として乗り組んでいたゲオルギー・アレクサンドロヴィチ大公は結核を発病した。1891年1月23日、ゲオルギー・アレクサンドロヴィチ大公は巡洋艦「アドミラル・コルニーロフ」に移動し、本国への帰途に就いた。1月31日、「パーミャチ・アゾーヴァ」は皇太子を乗せてセイロン島へ戻った。
その後、「パーミャチ・アゾーヴァ」は2月18日にシンガポールへ入港した。そこで当時東洋一の砲塔装甲巡洋艦であった「ナヒーモフ提督」が砲艦「マンジュール」および「コレーエツ」を引き連れて合流し、2月19日には「アドミラル・ナヒーモフ」から司令官 P・N・ナジーモフ海軍中将が「パーミャチ・アゾーヴァ」へ移乗した。
5 隻に増えた艦隊は2月23日にバタヴィア、3月7日にバンコク、3月15日にサイゴンに立ち寄った。シャムでは、将校らに勲章の雨が降り注いでいる。その後、3月23日に香港、3月29日に上海に入港した。皇太子は蒸気船「ウラジオストク」に移乗し、中国敢行に赴いた。2 隻の砲艦がこれを護衛し、「パーミャチ・アゾーヴァ」はほかの 2 隻の巡洋艦とともに長崎を目指した。
1891年4月5日には、「パーミャチ・アゾーヴァ」と 2 隻の巡洋艦は長崎港に入港した。この月のうちに、長崎港にはほとんどすべてのロシア極東艦隊が集結した。すなわち、「パーミャチ・アゾーヴァ」、「ヴラジーミル・モノマフ」、「アドミラル・ナヒーモフ」、「マンジュール」、「コレーエツ」、「ボーブル」、クリッパー「ジギート」、それに義勇艦隊の蒸気船「ペテルブルク」、「ウラジーミル」、「バイカール」である。

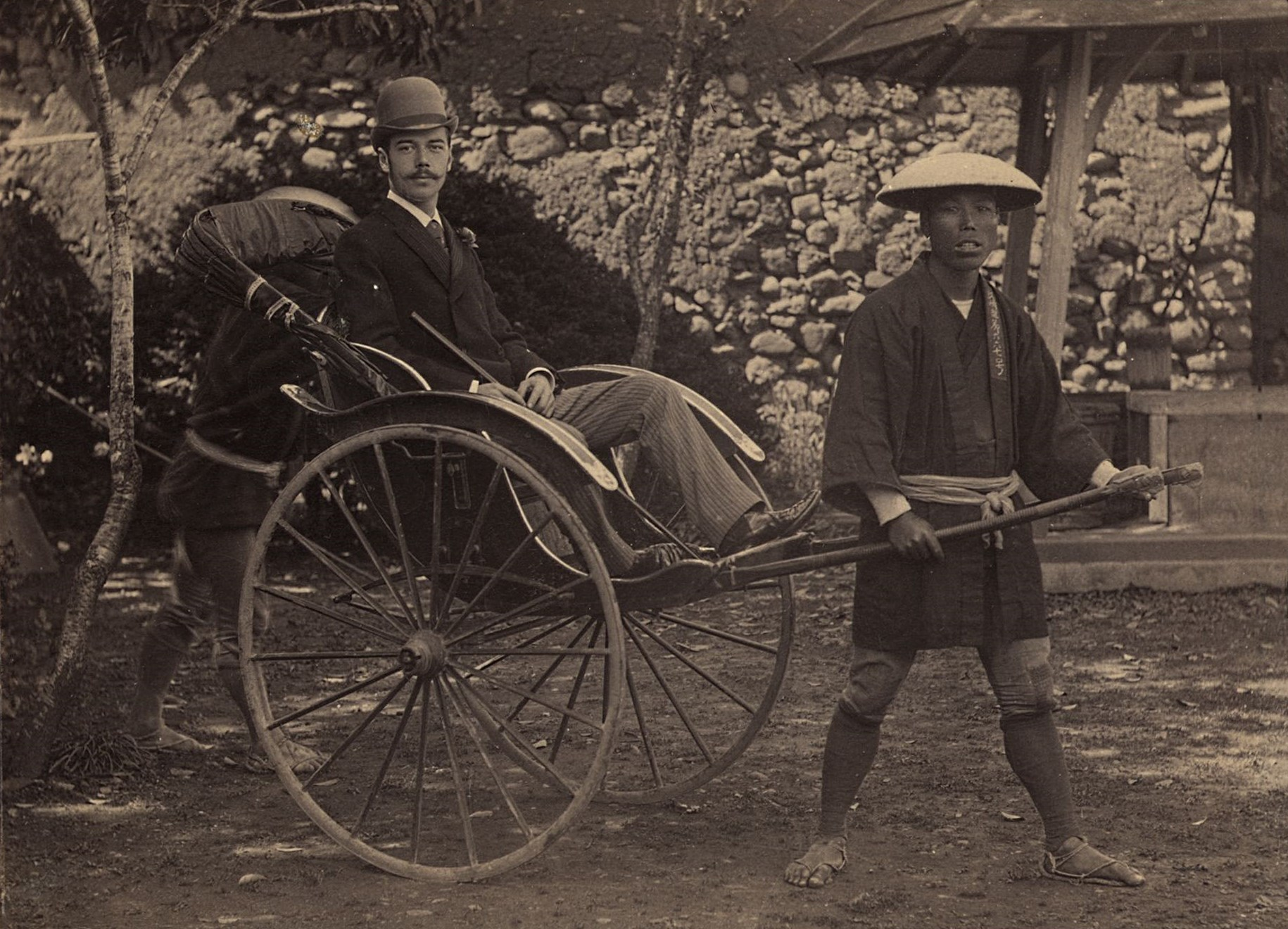
長崎におけるニコライ・アレクサンドロヴィチ皇太子。

4月16日には皇太子は中国観光から「パーミャチ・アゾーヴァ」に戻ったが、復活大祭のため公式行事は控えられた。そのため艦隊は長期にわたって長崎停泊を余儀なくされたが、その間、皇太子は身分を隠してお忍びで近在の村を回り、一方、日本人は頻繁にお召し艦「パーミャチ・アゾーヴァ」を訪れた。また、彼らは「地元の特産品」を好意の印としてお召し艦へ持ち込んだ。その後、皇太子は鹿児島へ赴き、旧薩摩藩主島津忠義と親交を深めた。ニコライは鹿児島での歓待に感激し、父アレクサンドル3世は翌1892年、忠義に対し「忠義にアレクサンドル・ネフスキー勲章および白鷲大綬章を授与する」と記した勲記を送っている。訪日の日程は非常に順調で、日本人はロシア皇太子の訪日をきわめて好意的に歓迎したので、その後に起こった大津事件はまさに「青天の霹靂」であった。
皇太子一行を乗せた「パーミャチ・アゾーヴァ」以下ロシア艦隊は4月27日に神戸港に入り、皇太子はそこから汽車で京都へ向かった。街頭はロシア、ギリシャ、日本の国旗で飾られ、人々は歓迎の拍手と喝采を送った。4月29日には有栖川宮威仁親王らを伴って琵琶湖観光を行い、滋賀県庁での昼食ののち、京都へ向かった。その途上、ニコライ皇太子は警備の警官に切りつけられ、負傷した。
4月30日深夜には明治天皇が京都に到着し、翌5月1日、ニコライ皇太子を見舞った。この日、皇太子は天皇の見送りを受けて旗艦「パーミャチ・アゾーヴァ」へ戻り、旗艦上では艦隊および司令部の全士官が整列して万歳を連呼し、皇太子を歓迎するとともに、天皇一行の厚意に対して謝意を表した。

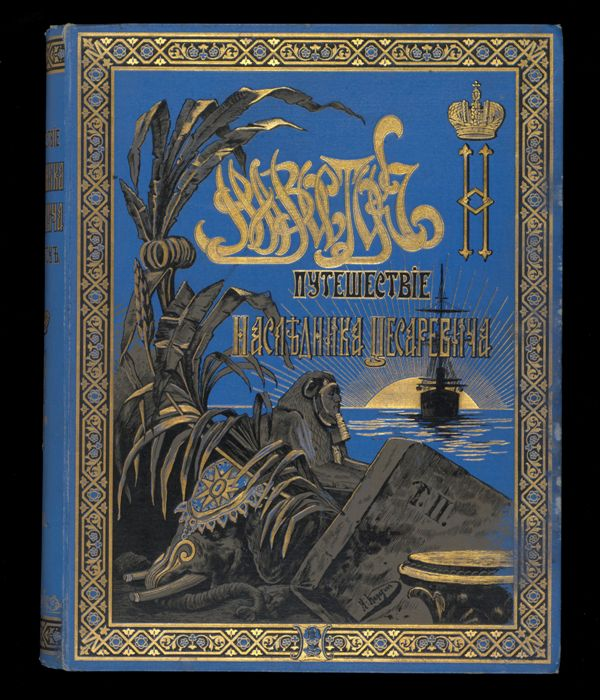
旅に同行した E・E・ウーフトムスキイが出版した『皇太子殿下の極東への旅 Путешествіе на Востокъ наслѣдника цесаревича 』初版の表紙。船影は恐らく皇太子のお召し艦「パーミャチ・アゾーヴァ」。

お詫びの意味もあり、天皇からロシア士官らへ各等級の旭日章などが授与された。艦隊を指揮した侍従武官 V・G・バサルギーン海軍少将と P・N・ナジーモフ海軍中将には勲一等旭日大綬章が、「パーミャチ・アゾーヴァ」艦長 N・N・ロメン 1 等佐官、「ヴラジーミル・モノマフ」艦長 F・V・ドゥバーソフ 1 等佐官、「ナヒーモフ提督」艦長 A・V・フェドートフ 1 等佐官にはそれぞれ勲二等旭日重光章が、「パーミャチ・アゾーヴァ」士官長 O・A・エンクヴィスト、「ヴラジーミル・モノマフ」士官長 G・F・ツィフヴィーンスキイ、「ナヒーモフ提督」士官長 A・R・ロジオーノフには勲三等瑞宝章が授与され、さらにツィフヴィーンスキイには勲四等旭日小綬章も授与された。
その後、ニコライ皇太子は旗艦を視察して過ごしたが、5月4日に皇帝アレクサンドル3世からウラジオストクへ直行するよう下命されたので、5月7日には出航することとなった。これにより天皇の招きに応じて東京へ向かうことはできなくなり、かわりに天皇は神戸埠頭の皇室東屋で朝食を催したい旨、打診した。怪我の具合を診た医師の禁止により皇太子は上陸を許されなかったので、最終的に天皇一行を「パーミャチ・アゾーヴァ」へ招待することになった。5月6日にはニコライは 23 歳の誕生日を迎えたが、大阪の商人らが 3 隻の船に贈り物を積んで「パーミャチ・アゾーヴァ」を訪問し、代表団の表敬を受けた旗艦には贈り物が山積みになった。ニコライは、日本国民の素朴で誠意の籠もった対応に感激している。この日、艦隊では電飾を点したカッターボートによるレースが開催されている。
出発の日となる5月7日午後零時半、天皇一行は「パーミャチ・アゾーヴァ」を訪問した。朝食会は至って打ち解けた雰囲気で終了した。その後、夕方5時に「パーミャチ・アゾーヴァ」以下ロシア艦隊は出港し、瀬戸内海を抜けて日本を後にした。

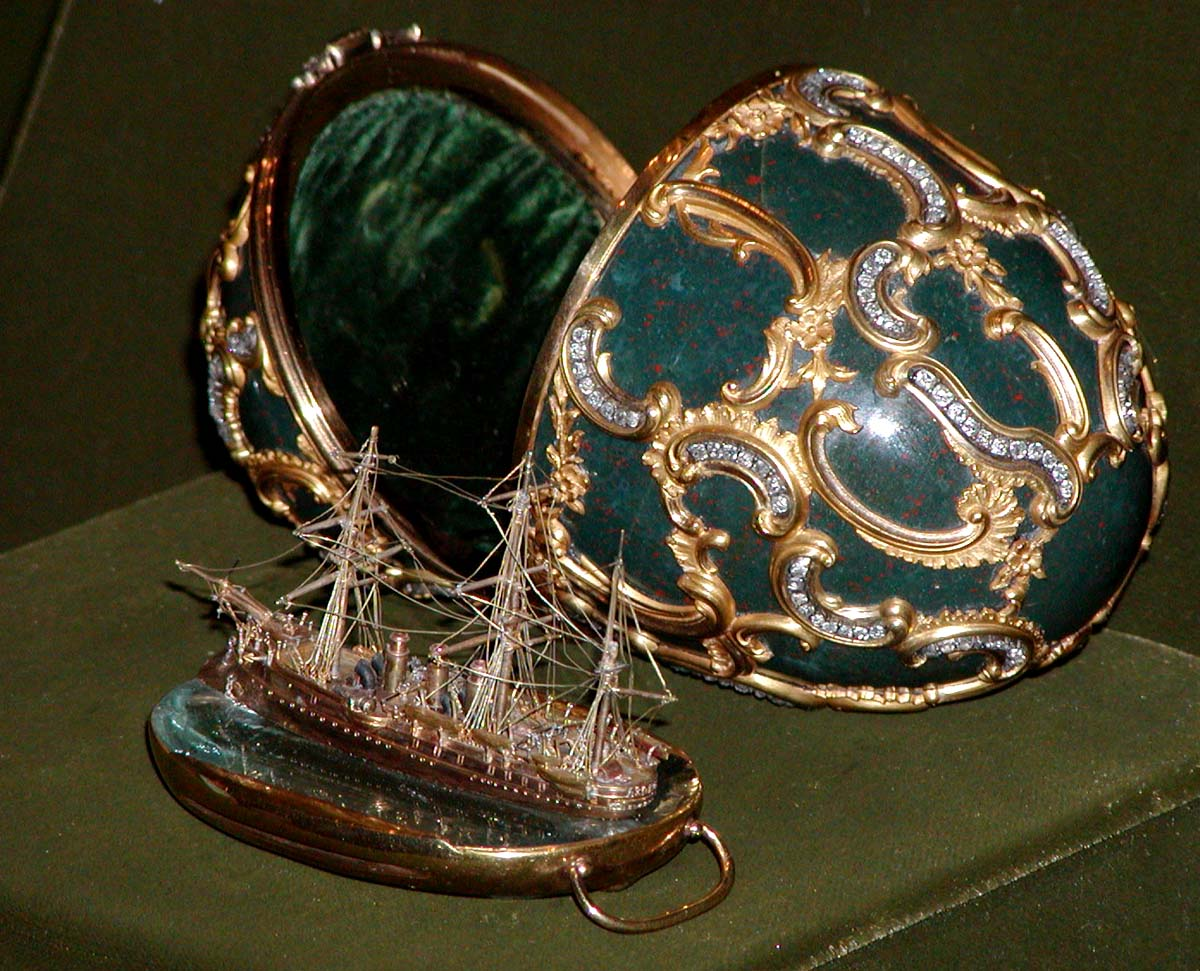
「パーミャチ・アゾーヴァ」のミニチュア入りの「ファベルジェの卵」。

日本を発った一行は、最終目的地であるウラジオストクへ向かった。5月11日に「ナヒーモフ提督」と「ヴラジーミル・モノマフ」がウラジオストクへ到着し、5月16日には皇太子を乗せた「パーミャチ・アゾーヴァ」が砲艦を伴ってウラジオストクへ入港した。5月18日には、横浜から出発したクリッパー「ジギート」がウラジオストクへ帰港した。5月19日には、ニコライ皇太子はシベリア鉄道の起工式に出席した。
その後、ウラジオストクでは、皇帝旗を掲げたフリゲート「パーミャチ・アゾーヴァ」以下、バルト艦隊所属の装甲巡洋艦「ナヒーモフ提督」、装甲フリゲート「ウラジーミル・、モノマフ」、クリッパー「ジギート」が勢揃いし、シベリア小艦隊所属の砲艦「コレーエツ」、「シヴーチ」、「マンジュール」、「ボーブル」もこれに加わった。
5月21日、ウラジオストクにおいて皇太子は最終的に下艦した。また、病を得たロメン 1 等佐官は艦長を降りてS・F・バウエル 1 等佐官に交替した。ロメン 1 等佐官は、ゲオルギオス王子とともに砲艦「コレーエツ」で横浜に向かった。一方、皇帝アレクサンドル3世は航海の成功を祝してファベルジェ社に対し、艦のミニチュアを内包した 2 つの卵の制作を命じた。

### 太平洋艦隊での勤務
1891年6月4日には装甲巡洋艦「ナヒーモフ提督」が極東を去り、ロシア本国に向かった。艦隊長官は「アドミラル・ナヒーモフ」に乗って日本に去り、そこで新しい太平洋艦隊長官 P・P・トィルトフ海軍中将に交替した。
1891年の夏と秋を、「パーミャチ・アゾーヴァ」はウラジオストクで過ごした。稀にアムール湾において砲術練習を行った。11月7日には、ドック入りするため横浜へ入港した。12月16日には、越冬するため「ヴラジーミル・モノマフ」とともに長崎へ入港した。冬のあいだ、「パーミャチ・アゾーヴァ」は香港、芝罘、長崎の各港を巡航した。
翌1892年4月4日には長崎からロシア本国へ「ヴラジーミル・モノマフ」が出港し、「パーミャチ・アゾーヴァ」は次々と艦船が減っていく太平洋艦隊の中で唯一の主力級艦船となった。その麾下にはわずかに 4 隻の航洋砲艦があるだけで、さらに10月9日には 2 等巡洋艦「ジギート」がロシアへ向けて、シドニーとフォークランド諸島経由という珍しい経路で去っていった。
1892年夏には、艦隊は巡洋艦「ドミートリー・ドンスコイ」と「ヴィーチャシ」で補強された。この年のあいだ、「パーミャチ・アゾーヴァ」は極東を巡航してロシアの沿岸と外国の諸港を訪問した。同年5月5日付けで、艦長にはウラジオストクに到着したばかりの G・P・チュフニーン 1 等佐官が任官した。同年夏、彼は「パーミャチ・アゾーヴァ」をバルト海へ回航した。同年10月16日、「パーミャチ・アゾーヴァ」は最初の地球半周の旅を終え、クロンシュタットに帰港した。

### 地中海艦隊での勤務
1892年から1893年にかけての冬、「パーミャチ・アゾーヴァ」では過積載による劣化と、1890年の性急な出港に関係する手落ち箇所の修正作業が行われた。この際、チュフニーン艦長は過載軽減のため帆装を廃して軽量マストに換装するよう海軍技術委員会に要求したが、委員会は認めなかった。
1893年には、アメリカ合衆国で開催されるコロンブスによるアメリカ大陸の発見 400 周年を祝す国際観艦式に参加するため、ロシア帝国海軍からも艦船が同国へ派遣されることになった。しかし、「パーミャチ・アゾーヴァ」の修理が出航準備期日の4月1日までに完了しないことは、すでに1月11日の時点で明白であった。アメリカ合衆国へは、5月21日に 1 等巡洋艦「ナヒーモフ提督」が、5月30日に艦隊装甲艦「インペラートル・ニコライ1世」が出航した。式典の開催される4月13日までにニューヨークへ到着したロシア艦は、1 等巡洋艦「ドミートリー・ドンスコイ」と「ゲネラール＝アドミラール」、「ルィーンダ」だけであった。その頃、「パーミャチ・アゾーヴァ」ではクロンシュタット港とバルト工場が全力を挙げて修理作業が進めていたが、修理は期日までに完了しなかった。特に、過積載の軽減工事が難航した。

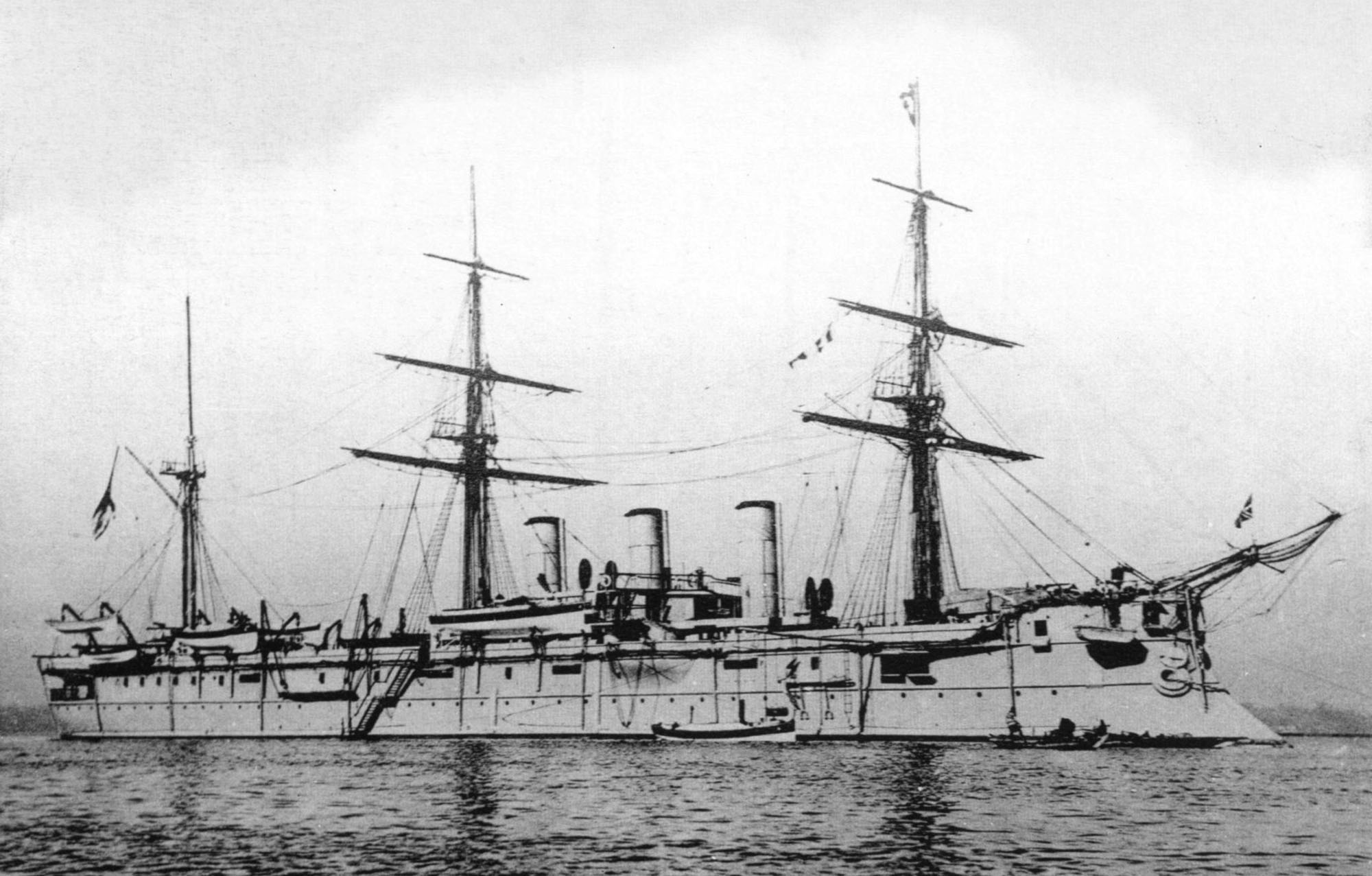
地中海における「パーミャチ・アゾーヴァ」。

まだ工事も完了せず、また訪米中の「ナヒーモフ提督」や「インペラートル・ニコライ1世」がまだニューヨークにあった7月7日、海軍省は「パーミャチ・アゾーヴァ」をバルト艦隊地中海艦隊の旗艦に任命する決定を下した。地中海艦隊は、1891年にクロンシュタットを訪れたアルフレッド・ジェルヴェ海軍少将麾下のフランス艦隊への返礼として、F・K・アヴェラーン海軍少将の旗の下、トゥーロンを訪れることになっていた。このため、「パーミャチ・アゾーヴァ」は8月10日までにはカディスに到着する必要があり、そこで訪米から戻った巡洋艦「ナヒーモフ提督」および「ルィーンダ」、装甲艦「インペラートル・ニコライ1世」と合流することになっていた。なお、「ドミートリー・ドンスコイ」は大西洋艦隊司令官 N・I・カズナコーフ海軍中将を乗せてクロンシュタットへ戻ることになっており、「ゲネラール＝アドミラール」は大西洋で実習航海に従事することになっていた。地中海艦隊には、それらのほかに黒海艦隊の砲艦「テーレク」がピレウスから加わることになっていた。

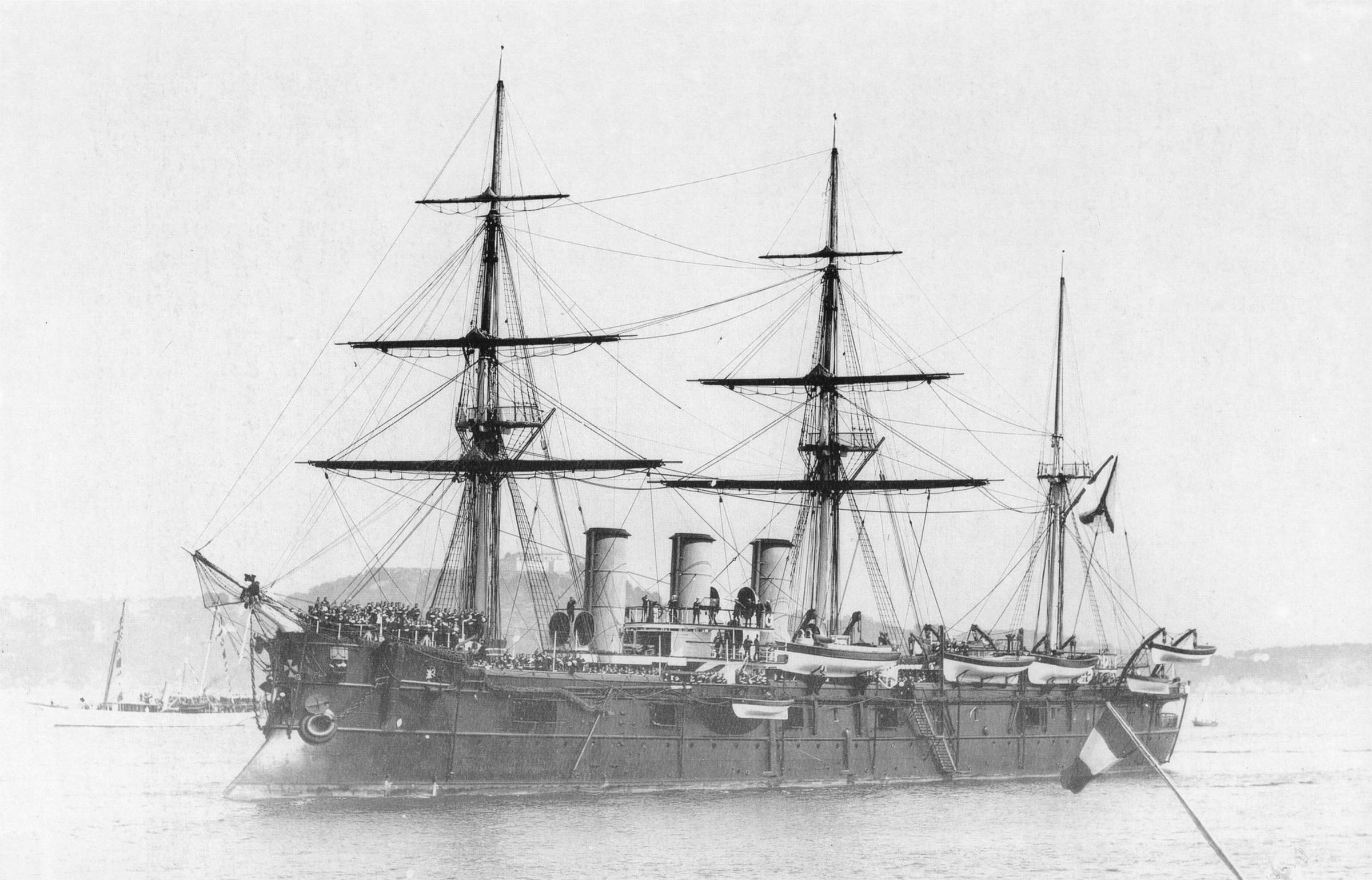
1890年代、トゥーロンにおける「パーミャチ・アゾーヴァ」。

ところが、「パーミャチ・アゾーヴァ」がクロンシュタットを発ったのはようやく8月21日のことであった。その上、その時点で修理工事はまだ完了していなかった。艦隊は、地中海に各々集まり始めた。「インペラートル・ニコライ1世」と「ルィーンダ」は、別行動でカディスからトゥーロンへ直行した。一方、「ナヒーモフ提督」は9月28日にカルタヘナを出航し、バルセロナで彼を待つ艦隊に合流しようとした。ところが、「ナヒーモフ提督」は「パーミャチ・アゾーヴァ」の後ろに合流すべきところであったのを、信号が不明瞭であったために「ルィーンダ」がそこに残ってしまったがために、「インペラートル・ニコライ1世」の後ろに入ろうとした。不規則な行動を取ったことで、「ナヒーモフ提督」は前を走っていた「パーミャチ・アゾーヴァ」にすんでのところで体当たりをしてしまいそうになった。「ナヒーモフ提督」は「パーミャチ・アゾーヴァ」を衝角で突き刺すところであり、そうなれば「パーミャチ・アゾーヴァ」は沈没もしかねなかったが、「パーミャチ・アゾーヴァ」のチュフニーン艦長の的確な行動によって、衝突は軽度の接触と僅かな損傷ですんだ。
トゥーロンでの式典は成功裏に進められた。フランスとロシアの同盟関係は進められ、翌1894年に露仏同盟という形で完成する。将校らには、シャムや日本におけるのと同様、勲章の雨が降り注いだ。また、この訪仏の際にフランス海軍の艦隊装甲艦「ジョーレギベリ」の進水式が催され、これに触発されたロシア帝国海軍はのちにフランス製の艦隊装甲艦「ツェサレーヴィチ」を発注することになる。

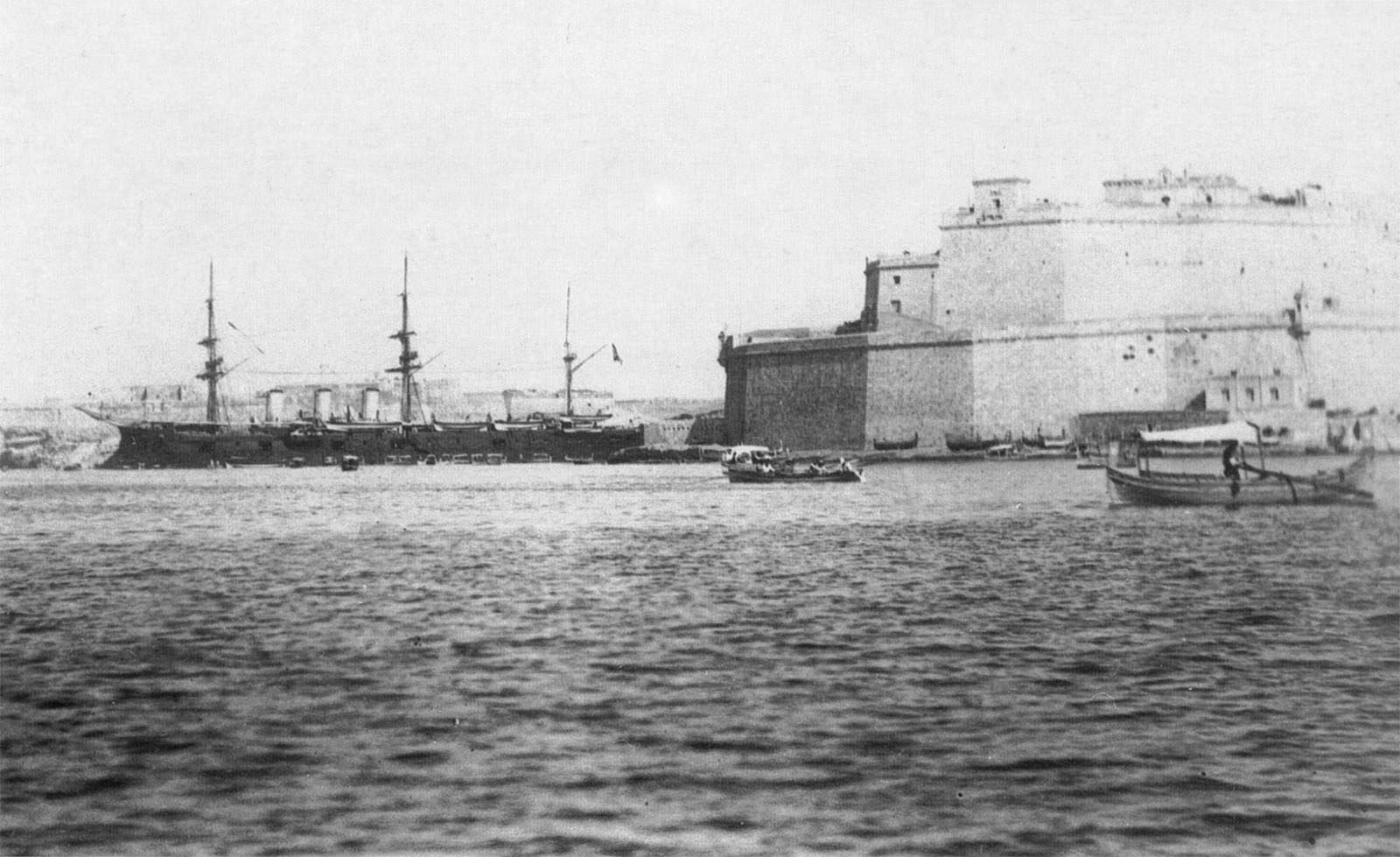
マルタ・バレッタ市のグランド・ハーバーにおける「パーミャチ・アゾーヴァ」。

フランスへの親善訪問を終えた地中海艦隊は、いつもの駐留地であるギリシャのピレウス港に戻った。艦隊はここから地中海沿岸諸港を巡航し、それ以外の期間は歴史的に名高いサラミス島の湾やポロス島の投錨地で日常的な軍事教練と艦船演習に取り組んでいた。
当時、ポロス島にはナヴァリノの海戦で使用された基地の遺構が残されており、戦列艦「アゾーフ」の足跡を偲ぶことができた。「パーミャチ・アゾーヴァ」の乗員らは、この遺跡を修復した。当時、ロシアとギリシャの関係はロシア出身の王妃のお蔭もあってたいへん良好であった。地中海艦隊の乗員らは、砲艦「ドネーツ」や装甲艦「インペラートル・ニコライ1世」の乗員らが中心となってポロス島にロシア船員らのための居住区を建設した。
「パーミャチ・アゾーヴァ」は、この任務を1894年度まで続けた。その間、艦はまったく平和で幸福な時代を過ごしたのである。

### 再び、太平洋艦隊での勤務
1894年11月9日には、Z・P・ロジェーストヴェンスキイ 1 等佐官指揮下の 1 等巡洋艦「ヴラジーミル・モノマフ」がピレウスへ到着し、「パーミャチ・アゾーヴァ」はこれに合流した。同年11月22日には、「パーミャチ・アゾーヴァ」は G・P・チュフニーン 1 等佐官の指揮の下、艦隊とともにピレウスを後にして新たな駐留地となる極東へ向かった。航海には、バルト海から回航してきた建造されたばかりの水雷巡洋艦「フサードニク」と「ガイダマーク」が同伴した。出港が急がれたため、船の祝日である11月26日の聖ユーリイ（ゲオルギイ）の日も海上航行中に祝われることになった。旅路で「パーミャチ・アゾーヴァ」は 2 隻の水雷巡洋艦を代わる代わる曳航した。これらの艦は小型であったため、洋上のちょっとした波であってもすぐに航行が困難になったのである。しかし、チュフニーン 1 等佐官の適切な指揮のお蔭で、これらの小さな巡洋艦はどうにか沈むことなく航海を続けることができた。

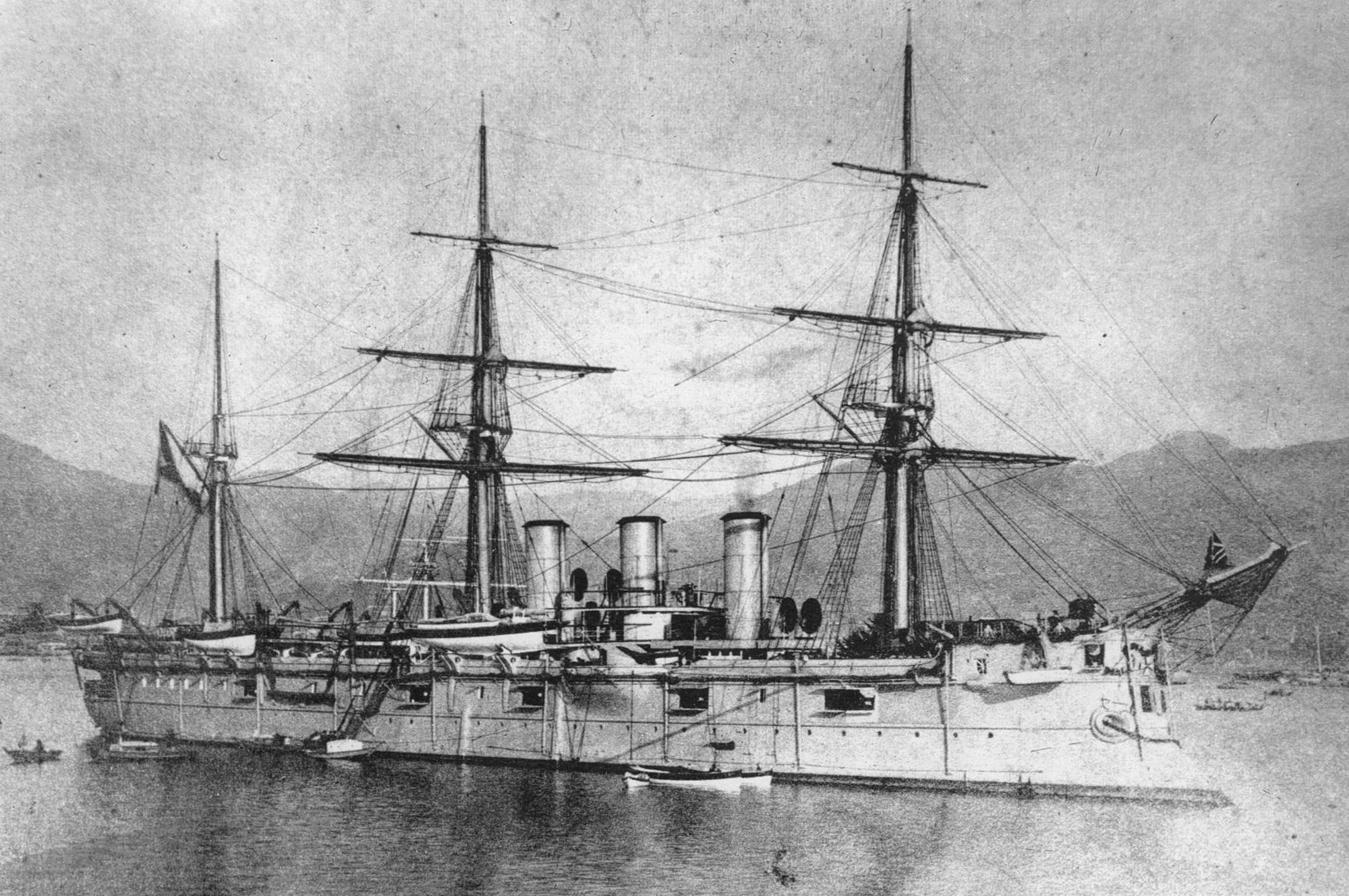
日本における「パーミャチ・アゾーヴァ」。

航海の途上、艦隊は香港へ立ち寄った。そして、そこではイギリスによって港湾が深く掘り下げられているのが確認された。これにより、イギリスは香港へ喫水の深い大型艦を配備することが可能になっていたのである。このことは、イギリス海軍が極東へ本格的な戦艦を配備する準備を整えたということを意味していた。1895年2月6日、「パーミャチ・アゾーヴァ」は長崎に到着し、艦上には太平洋艦隊司令官 S・P・トィルトフ海軍中将の将官旗が翻った。このときを以って、「パーミャチ・アゾーヴァ」は太平洋艦隊旗艦となった。4月6日には、地中海艦隊旗艦である艦隊装甲艦「インペラートル・ニコライ1世」が、司令官 S・O・マカーロフ海軍中将の将官旗を掲げて長崎の太平洋艦隊へ合流した。4月7日には、軍事行動の可能性が通達された。
その間、日本政府の指示した規則により、艦隊は日本近在の諸港に分散して逗留しなければならなかった。長崎には、巡洋艦「パーミャチ・アゾーヴァ」と「ヴラジーミル・モノマフ」が停泊した。そのほか、神戸には 1 等巡洋艦「ナヒーモフ提督」と「ルィーンダ」、それに砲艦「コレーエツ」、横浜には 1 等巡洋艦「コルニーロフ提督」、芝罘には 2 等巡洋艦「ラズボーイニク」、天津には砲艦「シヴーチ」、済物浦には 2 等巡洋艦「ザビヤーカ」、上海には 2 等巡洋艦「クレーイセル」、砲艦「マンジュール」と「グレミャーシチイ」、水雷艇「スヴェーアボルク」、香港には目的地まで到達できなかった砲艦「オトヴァージュヌイ」が水雷艇「ボールゴ」と「レーヴェリ」を連れて停泊した。一方、砲艦「ボーブル」と水雷巡洋艦「フサードニク」および「ガイダマーク」は、ポルド＝ガミリトン港外投錨地において軍事演習を行った。

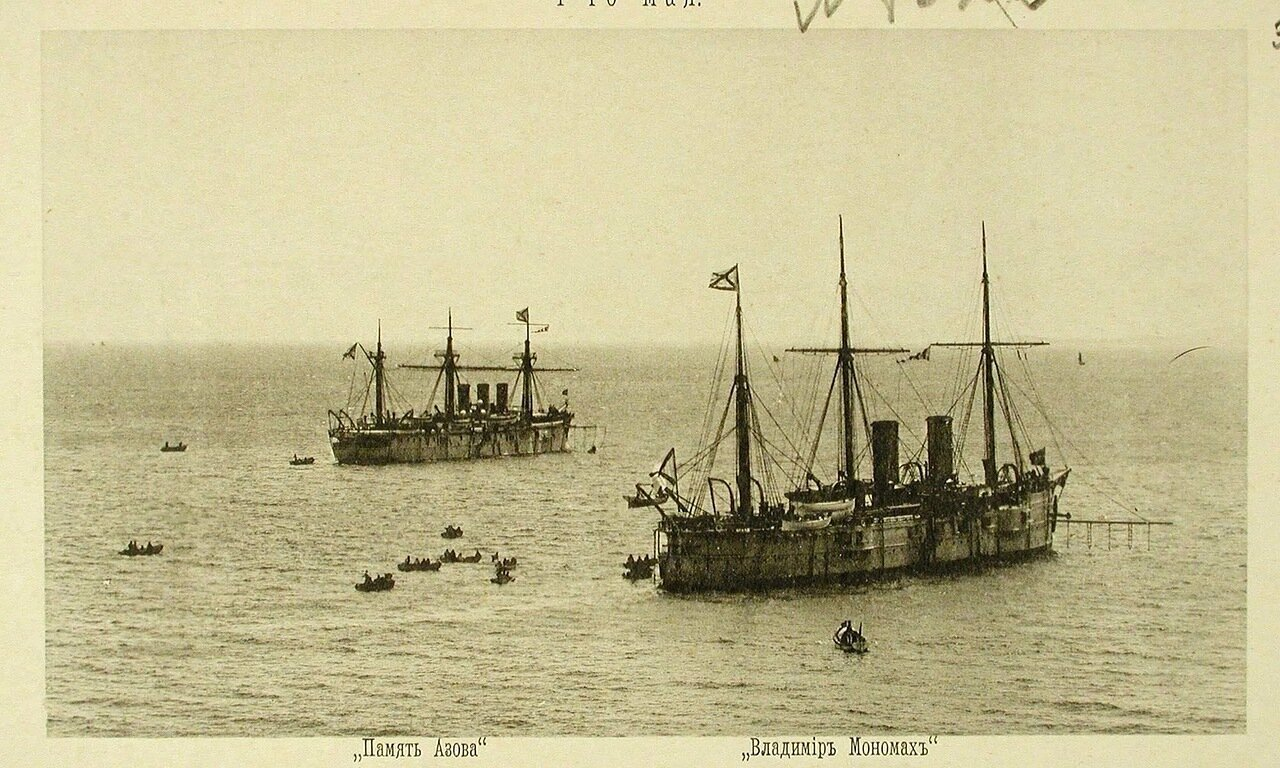
1895年、芝罘における 1 等巡洋艦「ヴラジーミル・モノマフ」と「パーミャチ・アゾーヴァ」（奥）。「パーミャチ・アゾーヴァ」は、前檣に司令官の檣頭旗を掲げている。同様に前檣にあるのは将官旗で、「ヴラジーミル・モノマフ」では後檣に掲げられている。

1895年4月11日に宣告された三国干渉により、4月末には太平洋艦隊の諸艦は清の芝罘港に集結し始めた。まず、4月14日には「ヴラジーミル・モノマフ」が芝罘へ入港し、「パーミャチ・アゾーヴァ」は「インペラートル・ニコライ1世」、「フサードニク」、「ガイダマーク」、「スヴェーアボルク」とともに4月23日に現地入りした。近在諸港のロシア艦船に加えて、ウラジオストクからは水雷艇「ウスーリ」と「スンガリー」が増派された。太平洋艦隊と地中海艦隊は合流し、太平洋・地中海連合艦隊司令官参謀長には S・P・トィルトフ海軍中将が任官した。
日本側からの軍事行動開始の可能性の通知があったため、太平洋・地中海連合艦隊は直ちに日本艦対撃滅を念頭に置いた戦闘準備を行うことになった。S・O・マカーロフ提督の進言の下、S・P・トィルトフ提督が中心となって芝罘への道すがら艦隊は戦術を練り、戦陣を組み立て、船内を点検し敵の衝角攻撃に備えて厳重な警戒態勢を取った。艦船にはまた、モールス信号機が搭載された。また、マカーロフ提督は各艦の艦載水雷艇に戦闘時には着水して敵艦隊に攻撃を仕掛けるよう命じた。停泊地点沖には、警備舟艇が配置された。同時に、艦隊にとって革命的な指令となる、艦船塗色の変更が命ぜられた。艦船は平時の塗色から、速やかに保護色の「明灰色」に塗り替えられることとされた。艦長たちは、より効果的な塗色を考えた。巡洋艦「パーミャチ・アゾーヴァ」は、チュフニーン艦長の命によって現地の色調に合わせて薔薇色がかった灰色に塗り替えた。その結果、夜間のみならず夕暮れや明け方においても艦は海の色に溶け込むようになった。そのほか、マカーロフ提督は「濡れた帆布」色の「ウラジーミル・モノマフ」や黒の上に白く塗られた「オトヴァージュヌイ」、また「インペラートル・ニコライ1世」の塗色が特に優れていると評価している。
その後、連合艦隊はマカーロフ提督の指揮の下、演習を行った。また、「インペラートル・ニコライ1世」では、各指揮官や艦長らを集めた大きな会合が 2 度開かれた。特に、これまでのようにいちいちバルト海から艦隊を行き来させるのはあまりに不都合であり、ウラジオストクの設備を強化して艦隊の常駐能力を持たせることが必要であると話し合われた。また、艦船への防雷網の設置も不可欠であると指摘された。また、太平洋におけるロシア艦隊の将来的主力艦についても「インペラートル・ニコライ1世」での会合で討議された。多くの案が示される中で、将来的に実際に配備されたのはチュフニーン 1 等佐官の提案した 12000 t 級装甲艦であった。チュフニーンは、5 隻の 12000 t 級装甲艦を配備するとともに、日本海軍の計画を凌駕する 8000 t 級の装甲巡洋艦 7 隻を配備し、5000 t 級防護巡洋艦 5 隻、ならびに 220 t 級駆逐艦 30 隻と 800 t 級偵察艦で補強することを提案した。偵察艦を提案したのは、彼一人であった。まさにこれにより、彼は本物の艦隊装甲艦の型を予見したのである。
その後、連合艦隊は初めて公海に出航し、隊形変換のための機動を行った。「インペラートル・ニコライ1世」は「グレミャーシチイ」、「コレーエツ」、「ヴラジーミル・モノマフ」からなる艦隊左翼を率い、「パーミャチ・アゾーヴァ」は「コルニーロフ提督」および「ルィーンダ」からなる右翼を率いた。右翼グループ横を、「フサードニク」と「ガイダマーク」、それに「スヴェーアボルク」が進んだ。これが、恐らく太平洋のロシア艦隊にとって初めての戦闘隊形であった。
ところがその後、艦隊では事故が発生した。1895年5月14日、水雷巡洋艦「フサードニク」が舳先から「パーミャチ・アゾーヴァ」の舷側に衝突したのである。これにより、「パーミャチ・アゾーヴァ」は銅製および木製の外板水中部分に被害を受けた。9 日間のあいだ、I・K・フォン・シューリツ海軍少尉の指揮の下、17 名の機関技術班と潜水士班が修繕作業を行った。
やがて、日本は遼東半島の要求を放棄した。情勢の緊張緩和の訪れとともに、太平洋艦隊は芝罘を後にした。6月29日、「パーミャチ・アゾーヴァ」は S・P・トィルトフ海軍中将の旗の下、ウラジオストクへ向けて出港した。この無血勝利は、ロシア帝国海軍にとっては1863年のロシア帝国艦隊の北アメリカ遠征以来最大の功績となった。
6 年間にわたり、「パーミャチ・アゾーヴァ」は太平洋艦隊打撃戦力の主力であり続けた。これは、それまでのロシア艦船の中では特筆に値するほど長期間に及ぶ太平洋での勤務であった。その間、艦では 4 人の艦隊司令官が指揮を採った。すなわち、S・P・トィルトフ海軍中将、E・I・アレクセーエフ海軍少将、F・V・ドゥバーソフ海軍少将、Ya・A・ギーリテブラント海軍中将である。その間、艦長は 3 名が交替した。すなわち、G・P・チュフニーン 1 等佐官、A・A・ヴィレニウス 1 等佐官、A・G・ニデルミールレル 1 等佐官である。

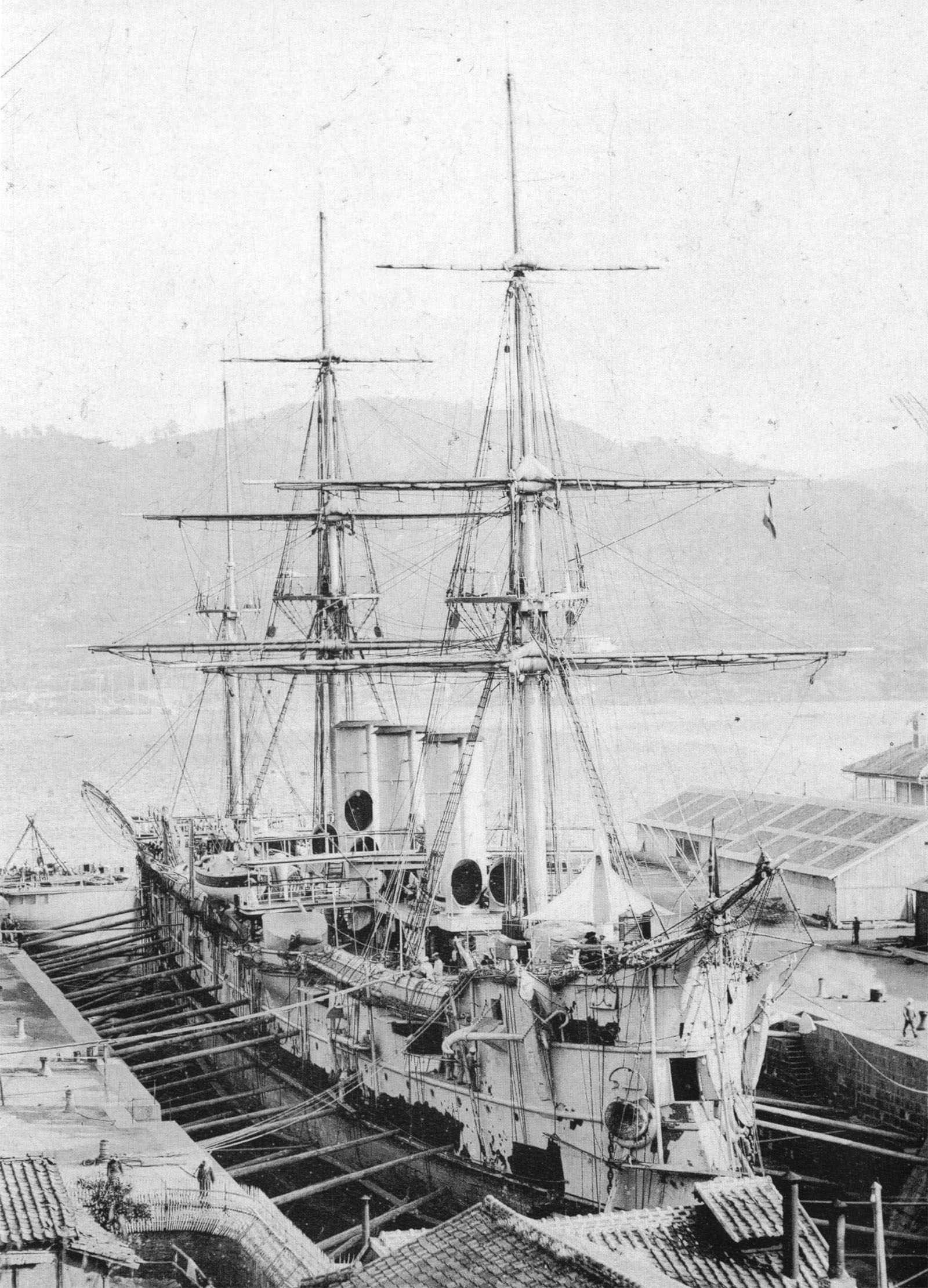
長崎においてドック入りした「パーミャチ・アゾーヴァ」。

1896年11月3日から11月20日にかけて、「パーミャチ・アゾーヴァ」は三菱重工業長崎造船所で乾ドックに入り、船体水中部分に付着した貝殻や海藻を除去した。付着物は、艦の速力が 2 kn 低下するほどひどかった。ほぼ全体にわたる付着物の前に、艦船の専門家たちも面食らうほどであった。ほかのいかなる艦にも、これほどひどい付着があったものはなかった。銅製部品は、ブランケット、力材管、推進用スクリュープロペラ、船尾・船首材に至るまですべて、付着物に覆われていた。損傷した銅板を張り替えたのち、「パーミャチ・アゾーヴァ」は改めて出航した。
済物浦に向かった「パーミャチ・アゾーヴァ」は、そこに12月11日から投錨して越冬した。翌1897年3月30日には、太平洋艦隊長官 F・V・ドゥバーソフ海軍少将の将官旗の下、釜山に移動して横浜を目指して出航した。その間、ドゥバーソフ提督は機関 1 基のみでの航行試験を実施させた。4月18日には、横浜に停泊した。4月27日には、「パーミャチ・アゾーヴァ」は函館港に停泊した。5月3日、艦は函館を去ってウラジオストクへ向かっていたが、全速航行の最中に中圧シリンダーの鋳鉄製充填箱に破損を生じた。また、冷蔵庫の配管の取替えや機関の主要部品の解体修理が必要であることも明らかになった。その作業に夏から秋にかけての時間がすべて費やされた。9月1日から9月12日には、検査のため長崎にあった。
なお、この間の1897年4月10日には、帆装を撤去し軽量マストに換装する改装案が P・P・トィルトフ海軍大将の承諾の下で採択されている。この大規模な改修工事が施工されるのは、バルト海に帰ってからのこととなる。
9月20日には、ウラジオストクのニコライ皇太子船渠において船体外板とスクリュー・舵群の状態についての検査を受けた。その結果、先年に比べて付着物は著しく減少してまばらになっており、長崎で張り替えた銅板にはまったく付着物がないことがわかった。ヴィレニウス艦長は、いろいろな化学処理を施した外板について提案した。銅板の劣化は重大で、板の端が薄くなり、割れやすくなっていた。
補修を終えた「パーミャチ・アゾーヴァ」にとって、その年の最大のイベントとなったのが清からのポルト＝アルトゥール引渡しへの参加であった。まず、その前年の11月28日、F・B・ドゥバーソフ海軍少将麾下の太平洋艦隊はポルト＝アルトゥールに突入してイギリスによる侵略を阻止すべしとする指令を受けた。当時、イギリスはロシアの伸張を牽制して中国や朝鮮半島を窺っており、1897年11月にポルト＝アルトゥール港付近へ軍艦を進出させた。ロシア帝国は、1897年山東半島を侵略したドイツ帝国の膠州湾租借地獲得に加えて遼東半島を狙うイギリスに速やかに対処する必要に迫られることとなった。それまで清との二国間関係の決定的な悪化を齎しかねないとして中国侵略に慎重であったロシアを動かす要因になったのが、今回のイギリス艦船の侵入であった。

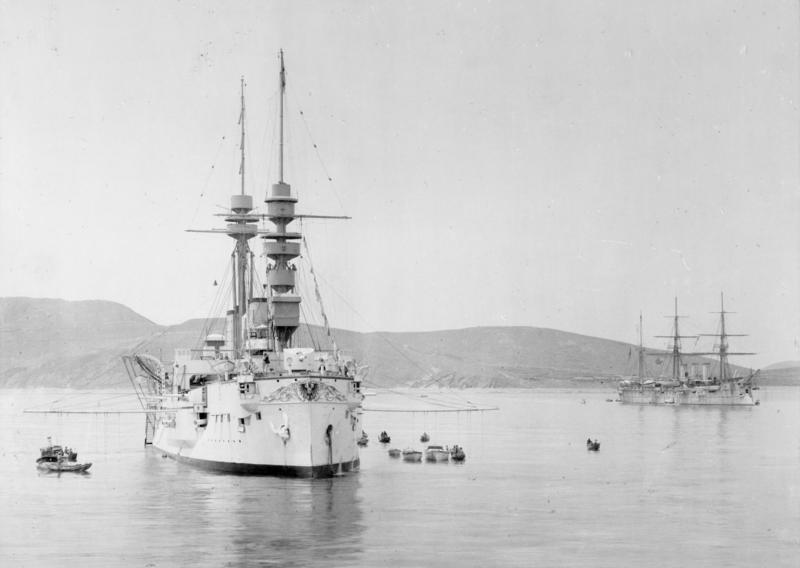
1898年、ロシア帝国の租借地、ポルト＝アルトゥールに停泊するドイツ帝国・東洋艦隊の装甲フリゲート「ドイッチュラント」と「パーミャチ・アゾーヴァ」（奥）。

最初の分遣隊が派遣されたのは1897年末のことで、同年12月5日に M・A・レウーノフ海軍少将麾下の 1 等巡洋艦「ナヒーモフ提督」、「コルニーロフ提督」、航洋砲艦「グレミャーシチイ」がポルト＝アルトゥールに入港した。続いて12月9日には、大連湾へ 1 等巡洋艦「ドミートリー・ドンスコイ」と航洋砲艦「シヴーチ」、「グレミャーシチイ」が進入した。一方、イギリス巡洋艦 2 隻がポルト＝アルトゥールの港外投錨地に姿を現したのは、12月17日のことであった。そのうち 1 隻が湾内へ侵入し、そこに 3 隻のロシア軍艦が投錨しているのを確認した。なお、清当局は当時、湾内における軍艦の通行は禁止している。12月18日、イギリス艦隊は済物浦にも進駐した。これに対し、日本海軍もまた出撃の準備を行った。ロシアは地中海艦隊の艦隊装甲艦「ナヴァリン」と「シソイ・ヴェリーキー」を極東へ急派することとし、極東地域における緊張度が高まった。
1897年12月18日の時点で、「パーミャチ・アゾーヴァ」は長崎にいた。しかし、事態の緊張を受けてウラジオストクへ戻り、翌1898年1月23日には F・B・ドゥバーソフ太平洋艦隊長官の将官旗を掲げてポルト＝アルトゥールへ入港した。ペテルブルクからの指令で、ドゥバーソフ海軍少将にはポルト＝アルトゥールを視察して海軍基地建設の結論を出すことが求められていた。3月2日には、ドゥバーソフ長官はポルト＝アルトゥールに海軍基地を置いても実際問題として不便であり、戦略的にも不適切であるという否定的見解を出した。しかし、ロシア帝国政府はポルト＝アルトゥールを海軍基地として租借する案を支持し、3月16日にはゾロターヤ・ゴラーにキリル・ウラジーミロヴィチ大公によってアンドレイの旗が掲げられた。「パーミャチ・アゾーヴァ」以下、太平洋艦隊の艦船はこの旗に敬礼し、同時にレウーノフ海軍少将は大連湾に旗を掲揚した。

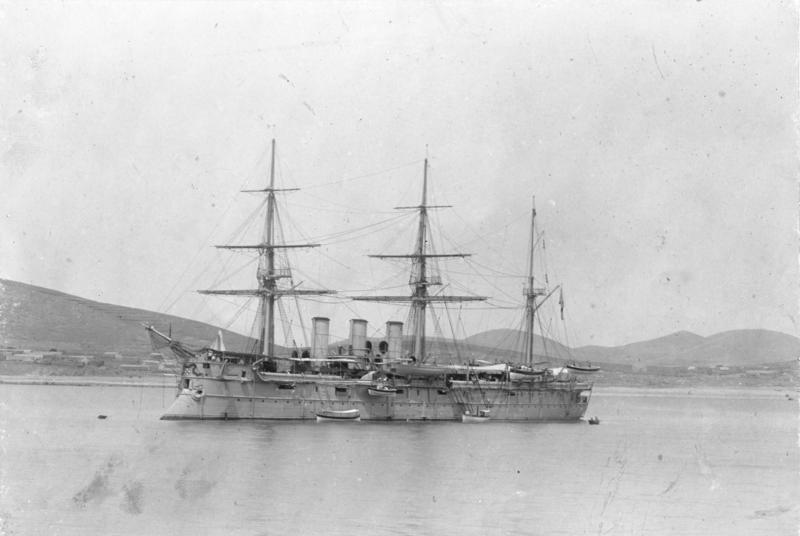
1898年、ドイツ帝国の租借地、青島に停泊する「パーミャチ・アゾーヴァ」。

これに前後し、3月14日には長崎から 1 等巡洋艦「ロシア」と「ドミートリー・ドンスコイ」がポルト＝アルトゥールへ到着し、3月18日には地中海艦隊から派遣された艦隊装甲艦「ナヴァリン」と「シソイ・ヴェリーキー」が到着した。4月9日には、これに「リューリク」が合流してドゥバーソフ提督は乗艦をこれに移した。
「パーミャチ・アゾーヴァ」は夏までこの地に留まり、新しい海軍基地の警備任務に就いた。情勢が落ち着いたのを見計らい、ほかの投錨地や港に向けて出航した。
1898年から1899年にかけての期間、「パーミャチ・アゾーヴァ」は停泊地を調べながらポルト＝アルトゥール、長崎、ウラジオストクのあいだを航行した。結局、海軍基地の設置箇所として適しているのはポルト＝アルトゥールではなく、青島や馬山浦であるということが確認された。
この頃になると、ロシア帝国海軍は太平洋艦隊へ大洋巡洋艦ではなく航洋型の装甲艦を派遣するよう方針を転換した。それまで太平洋艦隊の主力をなしてきた大洋巡洋艦は1899年末に艦隊装甲艦に置き換えられることになり、「パーミャチ・アゾーヴァ」にもバルト海への帰還命令が下った。1899年11月28日、「パーミャチ・アゾーヴァ」はウラジオストクを出港し長崎を目指した。12月22日には香港を出港、翌1900年1月28日にはコロンボを出港してペリム島へ向かった。1900年2月には、ピレウスとポロスにあった。3月30日にはジブラルタルを出港し、4月27日にキールを出港してリバーヴァを目指した。航海期の開始とともに「パーミャチ・アゾーヴァ」はクロンシュタットへ帰港した。

### バルト艦隊での勤務

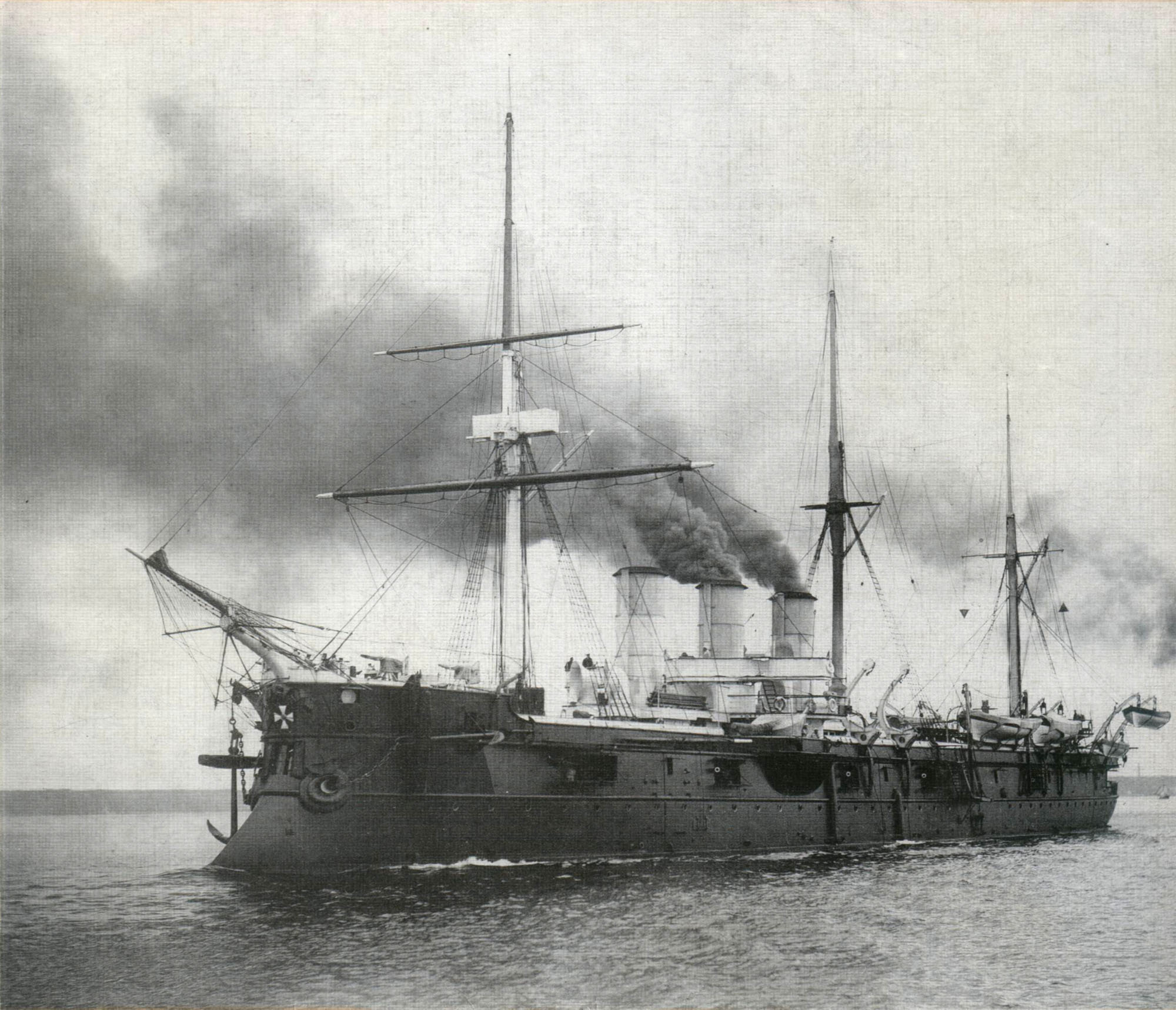
1902年の「パーミャチ・アゾーヴァ」。一旦改修工事を終了し、練習砲術分遣隊に編入された当時。

その後も、「パーミャチ・アゾーヴァ」は現役に留まることになった。1900年には、艦隊装甲艦「インペラートル・アレクサンドル2世」、1 等巡洋艦「ミーニン」および「ナヒーモフ提督」とともに近代化改修が決定された。改修案は同年11月30日付けでボイラーを換装し、老朽化した排水系統の動脈管も取り替えることとなった。1901年、「パーミャチ・アゾーヴァ」は練習砲術分遣隊の旗艦として、観覧機動艦隊に参加した。
「パーミャチ・アゾーヴァ」の近代化改修について、海軍技術委員会は旧式化した薬莢を使用しない 203 mm 砲ならびに 152 mm 砲を 4 門の 45 口径 152 mm 薬莢砲へ換装し、従来の 7 門のオチキス式 47 mm 砲に 9 門を追加し、4 門の機関銃も装備して 37 mm 5 砲身砲のかわりに 37 mm 単砲身砲を装備することとした。また、新しい保管システムと吊り下げ式の給弾装置も装備することとされた。こうした近代化改修の結果、砲熕関係の重量は 383 t から 461 t に増加する見込みとなった。その一方で鋼鉄製装甲を厚み 102 mm のクルップ鋼に張り替えることで艦の重量は 108 t 軽減できるはずであり、さらに帆装と補助機関の廃止によって 50 t を稼ぐことができる見込みであった。従来の戦闘司令塔は砲撃指揮やそのための器具のためのスペースが不足していたため、より広いものに置き換えられる計画になっていた。新しい戦闘司令塔は、前檣の前に設置される予定であった。
武装関係以外に、動力装置にも改修が加えられる予定であった。「パーミャチ・アゾーヴァ」では従来、機関とボイラー区に動脈管が設置されていたが、これは不沈性において劣っていると考えられるようになっていた。近代化改修では、艦の生存性を高めるためにこれにかえて強力な自立性を持つ電動式排水遠心ポンプを設置する計画になっていた。また、木製の階段は鋼製に変更される予定であった。10 年間にわたって使用が続けられた煙管ボイラーは、近代的なベルヴィル式水管ボイラーに換装する計画であった。

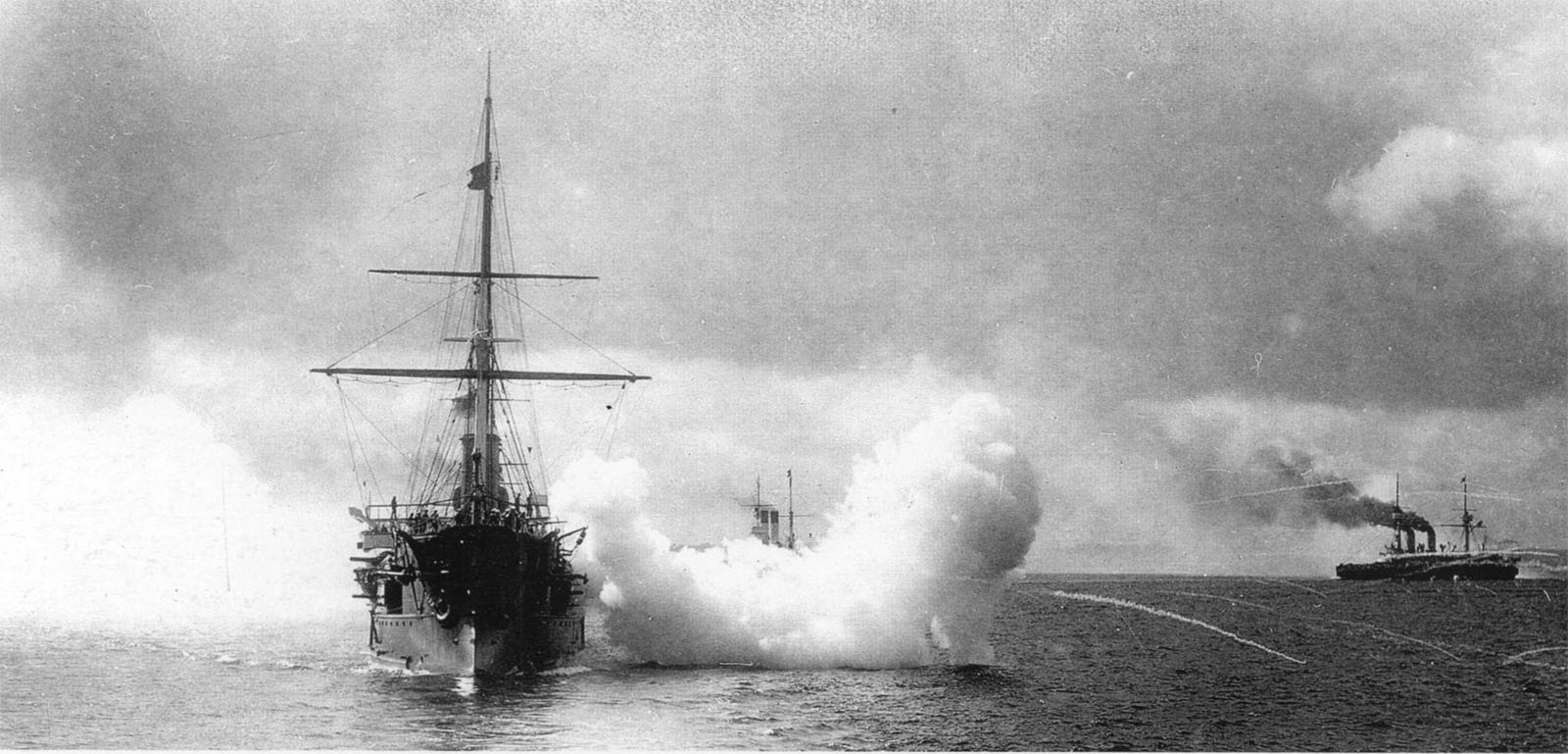
1902年、他艦とともに砲術訓練に従事する「パーミャチ・アゾーヴァ」。

ところが、「パーミャチ・アゾーヴァ」は当時の要求に照らして不十分な燃料搭載量と速力しか持っておらず、すでに巡洋任務には適さないという判定が下された。そのため、機関や船体の修理と小口径速射砲の増設工事を行っただけで練習砲術分遣隊に編入された。
日露戦争が始まると、「パーミャチ・アゾーヴァ」を指揮していた F・F・シリマン 1 佐官は自艦を第3太平洋艦隊に編入して極東へ派遣するよう提案した。しかし、艦は修理中で技術的に良くない状態であったため、派遣は見送られた。1904年の時点で、「パーミャチ・アゾーヴァ」はオーバーホールの最中であった。アドミラルティ造船所は「パーミャチ・アゾーヴァ」の老朽化したボイラーと蒸気配管系を換装し、新しいベルヴィル缶 18 基を据え付けた。また、機関も修理を受けた。従来の帆装を伴った 3 基のマストに替えて 2 本の軽量マストが設置され、艦からの機雷敷設管理設備も装備された。1906年にはオーバーホールを完了し、A・G・ロジーンスキイ 1 等佐官指揮下の水雷練習分遣隊に加わって強化軍事教練に合流した。

### 蜂起
ロシア帝国では、ずっと以前から絶えず革命の気運が高まっていた。そして、バルト艦隊主力が東洋で壊滅したのち、艦隊において破局が生じた。叛乱である。1905年には黒海艦隊の新鋭艦「ポチョムキン＝タヴリーチェスキイ公」と「オチャーコフ」で蜂起が発生し、その噂はロシア中を駆け巡った。しかし、そこに巡洋艦「パーミャチ・アゾーヴァ」が名を連ねることになろうとは、誰にも思いもよらぬことであった。「パーミャチ・アゾーヴァ」では海軍の中でも最も自分の任務に献身的で愛国的な思想を持った士官が近衛乗員班を指揮しており、その船首には聖ゲオルギイの御印が飾られていたのである。
G・P・チュフニーン司令官により黒海艦隊の蜂起が鎮圧されると、動乱は終結したかのように思われた。しかし、国家動乱は収まらず、ロシア第一革命が始まった。バルト海にあった艦隊は、極東における戦争で自分の物資と人的資源を使い果たしていた。そして、黒海艦隊のチュフニーン提督のような、死を恐れない不屈の意思を持った指揮官がいなかった。バルト艦隊にはすでに、チュフニーン提督の経験を受け継ぐ者がいなかった。そして、思いもよらぬことは現実のものとなった。非合法な革命活動によって、忠実なる「パーミャチ・アゾーヴァ」の乗員はボリシェヴィストの組織に変貌したのである。
1906年の活動期を、巡洋艦「パーミャチ・アゾーヴァ」はバルト海練習砲術分遣隊の旗艦として過ごしていた。日露戦争でバルト艦隊とその分遣隊である太平洋艦隊が壊滅したために、この年、バルト海には艦隊と呼べるようなものは存在していなかった。当時あったのは練習艦船から構成された練習砲術分遣隊で、そこには 20 歳前後の若い見習い士官たちが実習のために乗り組んでいた。1 等巡洋艦「パーミャチ・アゾーヴァ」の艦上には、分遣隊長である侍従武官 N・D・ダビチ 1 等佐官の司令官旗が掲げられた。その下には、練習船「リガ」、水雷巡洋艦「アーブレク」と「ヴォエヴォーダ」、水雷艇「レチーヴィイ」、2 隻の数字名を持った水雷艇が名を連ねていた。これらの艦船はすべて純粋に練習任務についており、軍事任務はまったく担っていなかった。「リガ」は排水量 2000 t の蒸気船で、浮き兵舎として使用されていた。その他の水雷艦艇はどれも旧式なもので、通報船として使用されていた。練習生は、もっぱら「パーミャチ・アゾーヴァ」と「リガ」に乗船していた。
活動期の最初において、「パーミャチ・アゾーヴァ」からは乗員と臨時練習生の中から革命気分におかされた若干名が除かれた。彼らは左翼系の新聞を読み、水兵らに左翼思想を吹き込んだ挙句、自身はロシア社会民主労働党に傾倒していたのである。
しかし、そうなると今度は陸で水兵たちのミーティングが開催されるようになった。そこではひとりのアジテーターが演説し、人は彼を「学生オーシカ」と呼んだ。彼、レーヴェリ在住でオデッサ出身の商人にしてボリシェヴィキのアルセーニイ・コプチューフはレーヴェリで煽動を行い、6月、ついには「パーミャチ・アゾーヴァ」に乗り込んで低い階級から構成された船舶委員会に加わった。彼らの中から、レーヴェリ革命委員会が組織された。彼らの煽動とプロパガンダは、大きな成功を齎しつつあった。
この月、艦では小規模な紛争が持ち上がった。乗員たちはスープが気に入らないのを口実に船首甲板に集まり、騒ぎを起こした。士官らは水兵らを静めようとしたが、うまく行かなかった。士官らは艦長のロジーンスキイ 1 等佐官に危険人物らを陸に上げるよう強く要請したが、艦長はなかなかこれを認めなかった。7月になって水雷手のオサーツキイが反政府活動を行っていることが明らかになってようやく、艦長は彼を逮捕した。オサーツキイは陸に上げられて法廷で裁かれることになったが、乗員グループはこれに動揺し、一部の水兵はこれを阻止しようととりわけ強く反発した。この事件はこれ以上発展しなかったが、乗員らのあいだでは革命運動が盛り上がり、来る7月14日、海軍大臣の視察日に合わせて暴動を起こす決定がなされた。しかし、警備が厳重であったことから決起は見送られ、その日は安静のうちに過ぎた。
7月19日、「パーミャチ・アゾーヴァ」はレーヴェリ沖のハラ湾にあった。この日、食料を積んでレーヴェリを発った水雷巡洋艦「アーブレク」が「パーミャチ・アゾーヴァ」へ到着した。そして、そこに「学生オーシカ」が潜んでいたのである。彼はこっそりと「パーミャチ・アゾーヴァ」へ潜り込み、午後11時近く、衝角区画において 50 名ほどが参加する船舶委員会の会合が開かれた。彼らはスヴェアボルクの蜂起についての電文を注意深く読み、これに加わるべきか討議を重ねた。
7月20日深夜2時頃、G・N・マーズロフ 2 等佐官は、艦内に部外者が立ち入っているのに気付いた。コプチューフは逮捕された。艦長のロジーンスキイ 1 等佐官はコプチューフから水兵の制服と制帽を取り上げ、速やかに水雷巡洋艦「ヴォエヴォーダ」へ退去させるよう命じた。「ヴォエヴォーダ」は、食料品を調達するため早朝にレーヴェリへ出航する予定になっていた。
操舵員のネフェード・ロバージンが指揮をとり、乗員グループは電球を割って武装した。午前3時40分、甲板上で最初の銃声が轟いた。上層甲板でも射撃が始まった。当直長が重体となり、士官長が重傷を負った。艦長は士官らに、回転式拳銃を持って上がってくるよう命じた。叛乱水兵に出遭ってしまった航海長の V・A・ザハーロフ大尉と当直士官の A・S・マケドーンスキイ大尉は、悲劇に見舞われた。ザハーロフ大尉はすぐに殺害され、マケドーンスキイ大尉は海に放り込まれたあとに銃撃された。ロジーンスキイ艦長が士官や下士官らとともに武装して階を上がると、重体となって横たわる M・I・ズボローフスキイ（またはズバローフスキイ）中尉を見つけた。さらに、叛乱水兵に拘束されていたソコローフスキイ船医長と聴講生のチリマン砲手が殺害された。ロジーンスキイ艦長は叛乱水兵を説き伏せようと試みたが、胸を突かれていくつかの傷を負った。マクシーモフ機関長は、船室で撲殺された。

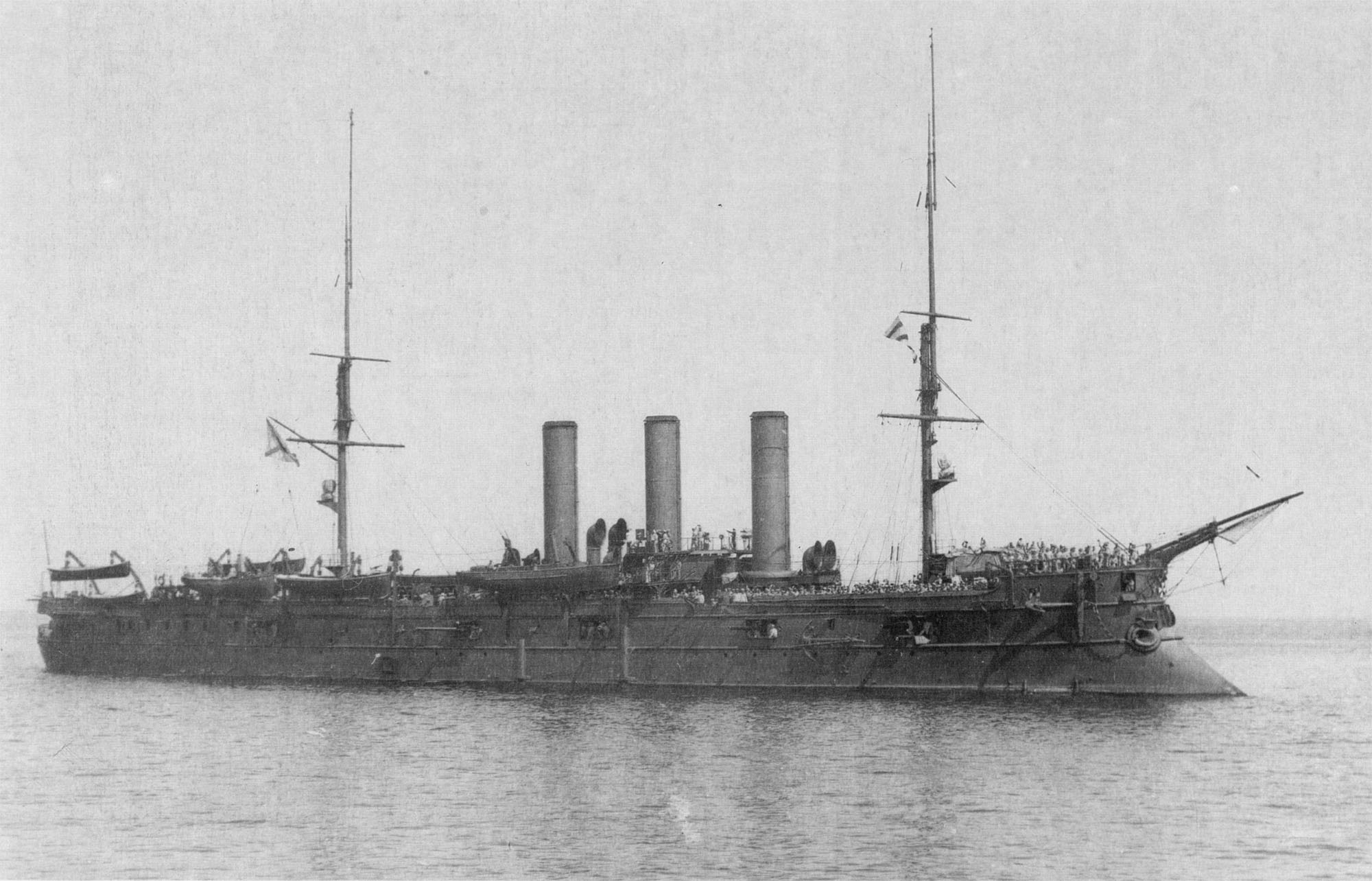
蜂起の最中の「パーミャチ・アゾーヴァ」。

士官らは船尾砲座へ行き、船尾の曳綱に繋がれたランチに乗り込んだ。機関技師のヴィソーツキイとトロフィーモフは機関始動に成功し、ランチは巡洋艦から脱出した。艦上には 3 名の士官と船上司祭、砲術長、司令部事務官、それに航海中佐が取り残された。逃げ去る士官らを追い駆けて、37 mm 砲を搭載した 1 隻の蒸気艇が発進した。ランチは 20 発の命中弾を受け、艦長 A・G・ロジーンスキイ 1 等佐官と艦隊副官 D・D・ポゴージェフ中尉が死亡、S・I・ウンコーフスキイ大尉が重傷、N・D・ダビチ侍従武官が負傷、艦隊参謀長 P・V・リムスキー＝コルサコフ 1 等士官と N・Ya・パヴリーノフ中尉が軽症を負った。追い駆けていた蒸気艇は途中で座礁し、巡洋艦へ戻らざるを得なくなった。巡洋艦では叛乱水兵らが長いあいだメスルームで銃撃を続けていたが、士官が応戦しなかったので中止した。午前4時30分、水兵らは士官らを逮捕して船室へ閉じ込め、見張りを置いた。そして、コプチューフを解放した。
コプチューフの提案により、艦を指揮するための委員会が選出された。艦長には、ロバージンが選出された。朝食ののち、「パーミャチ・アゾーヴァ」の乗員には出航が命じられ、投錨地にあったほかの艦船にも出航を命じる信号が発信された。ところが、水雷巡洋艦「ヴォエヴォーダ」と「アーブレク」、それに水雷艇「レチーヴィイ」は服従を拒否した。ロバージンは、「アーブレク」と各水雷艇の右舷へ砲撃を加えるよう命じた。砲手は射表を作成したが、砲撃は実施しなかった。ロバージンは自分の共謀者とともに 2 回の射撃を行ったが、扱いが未熟であったため、砲はそれ以上作動しなくなった。その後、「パーミャチ・アゾーヴァ」は洋上に出て、レーヴェリを目指して出航した。艦上には、ゲオルギイの旗の下に赤旗が掲揚された。
午後5時、「パーミャチ・アゾーヴァ」はレーヴェリ投錨地に碇を下ろした。叛乱者の士気は下がっていた。下士官のダヴィードフは乗員を平静状態に引き戻そうとしたが、殺害された。ロバージンは速やかに残るすべての下士官と砲術・操舵教官を射殺すべきだと決断したが、彼らは叛乱の首謀者を逮捕するよう乗員らを説得するのに間に合った。拘束されていた士官らは解放され、N・N・クルィジャノーフスキイ中尉と A・A・サコーヴィチ中尉は叛乱の鎮圧を宣言した。革命家のほとんどは乗員から銃撃を受けながら船首甲板へ集められ、何人かは海へ身を投げた。ロバージンは致命傷を負い、これによって叛乱者は投降した。武装解除され逮捕された革命家たちと乗員の多くは陸へ上げられ、艦には機関士らだけが残された。翌朝、船室でバリケードを構築していた委員会の一員、主計下士官のガブリーロフも投降した。

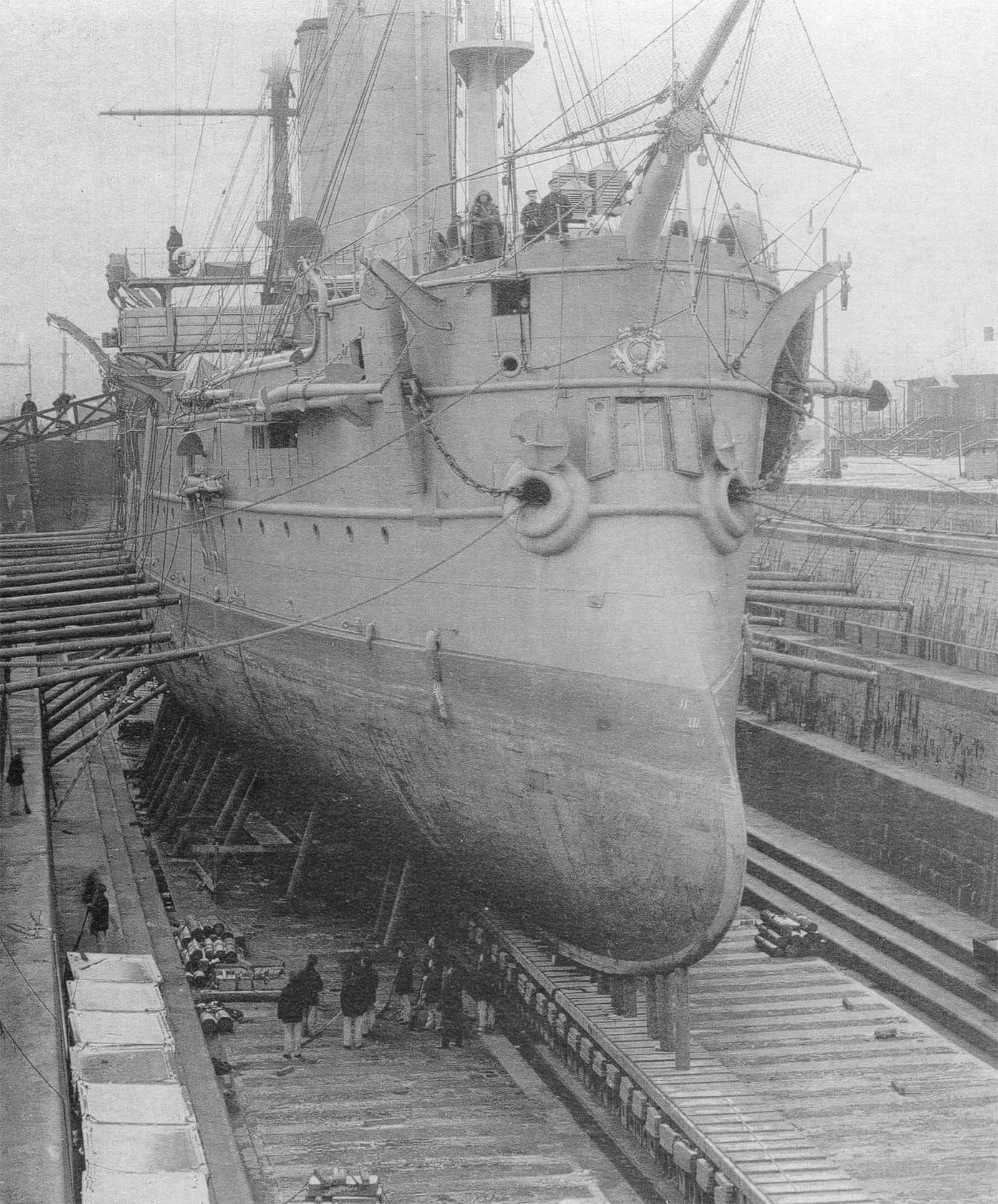
クロンシュタット船渠における「ドヴィナー」。聖ゲオルギイ十字が撤去されており、武装の撤去に伴い船首砲門も閉ざされている。

同日、「パーミャチ・アゾーヴァ」の新しい艦長に A・P・クーロシュ 1 等佐官が任じられた。士官長には、M・N・トルベツコーイ 2 等佐官が任じられた。
事件に関与したとして、91 名の低い階級の者と 4 名の民間人が裁判にかけられた。事態はレーヴェリの特別委員会法廷によって解明された。法廷の会議は7月31日に始まった。そして、8月4日に閉会されるまで連日開かれた。この日の深夜1時、被告に短い判決が下された。コプチューフと 17 名の低い階級の者は絞首刑による死刑、12 名には 6 年から 12 年の懲役刑、13 名の水兵には各地の懲治大隊と刑務所への送致、15 名には懲戒処分が言い渡され、一方で 34 名の水兵については無罪となった。3 名の民間人についての取調べは、レーヴェリ区裁判所の検事に任された。司令官は自分の権限を行使して絞首刑を銃殺刑に変更し、8月5日朝、18 名の既決囚は処刑され、海中へ葬られた。
事件ののち、1907年には「パーミャチ・アゾーヴァ」は類別を練習船に変更されてバルト艦隊練習水雷分遣隊所属とされた。この際、それまでの砲熕兵装に替えて 4 門の 47 mm 砲だけが搭載され、その一方で燃料搭載量は 650 t となった。老齢の巡洋艦にとっての大洋での当直は、ここに終了したのである。
1906年の蜂起事件が主な理由となって、1909年2月12日付けで艦は改称された。叛乱艦の名が嫌われたのである。この日を以って、「パーミャチ・アゾーヴァ」は「ドヴィナー」（«Двина́»）となった。新しい船名の由来については、ドヴィナー湾あるいは北ドヴィナー川か、ロシア・ツァーリ国がポーランド・リトアニア共和国を破った1665年のドヴィナー川の戦いに因んだ名称と推定される。そして、忠誠の証であるゲオルギイの旗は降ろされ、船首の聖ゲオルギイ十字飾りは取り外された。

### 世界大戦とロシア革命

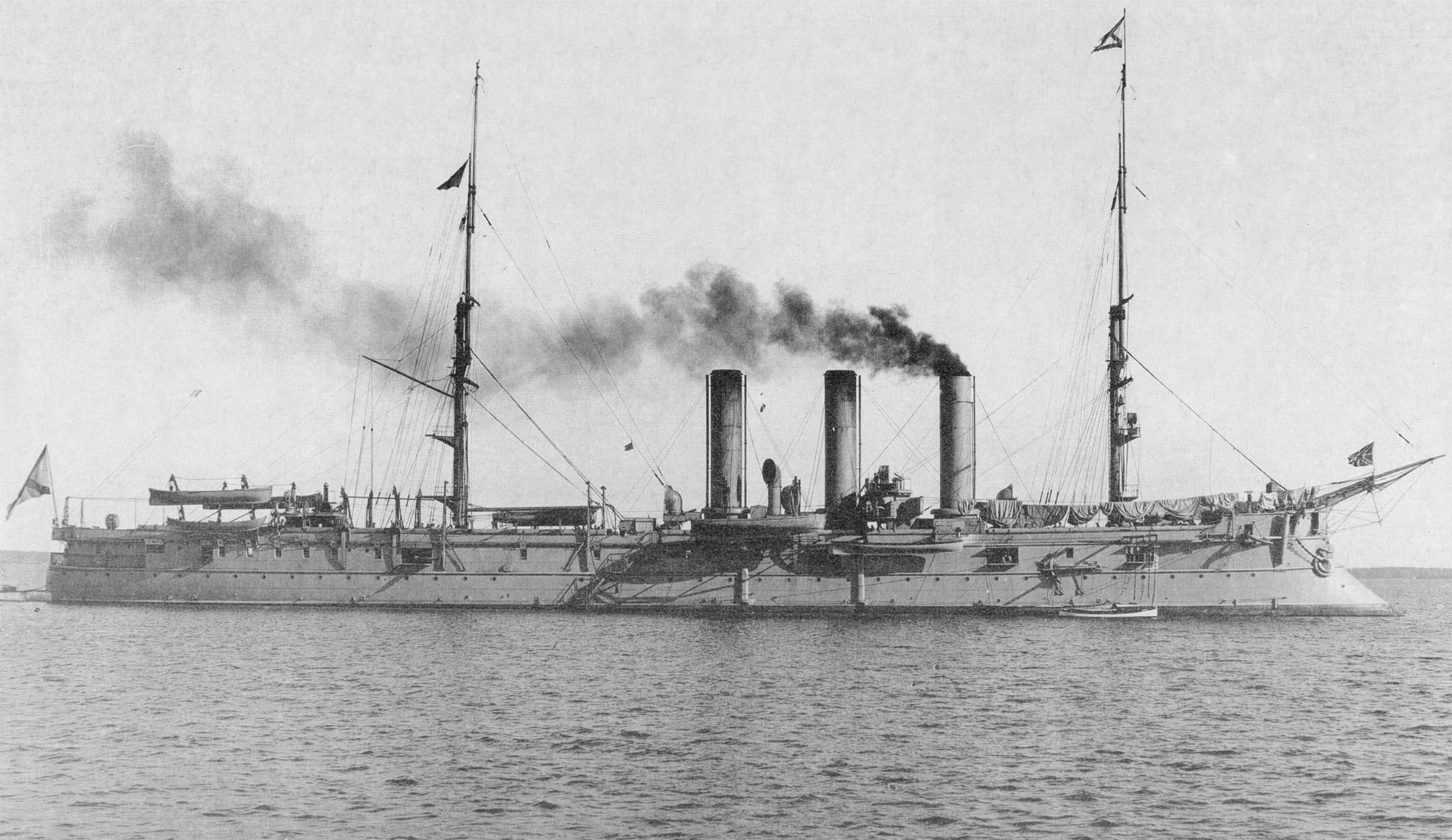
レーヴェリにおける「ドヴィナー」。

1914年まで、「ドヴィナー」では同じような年が続いた。「ドヴィナー」は平時の任務に就いており、初年生の水兵を乗せて平和な航海が続けられた。元の設計者の N・Ye・チトーフと P・Ye・アンドルーシチェンコは自分たちの仕事をこなし、「ドヴィナー」は練習分遣隊の中で最も古い艦として現役を続行した。
世界大戦が開戦すると、「ドヴィナー」の生活にも若干の変化が生じた。1915年秋には、「ドヴィナー」には思いもしなかった新しい任務が与えられた。このときから、「ドヴィナー」はバルト海に展開していたイギリス海軍の潜水艦のための潜水母艦となったのである。
これは、イギリス海軍が派遣する潜水艦の艦隊数が増えたことに起因していた。ロシア帝国海軍の練習船がその母艦として提供されていたが、「ドヴィナー」以前に提供されていた「ルィーンダ」は元コルベットであり、手狭であった。そこで、大型船の「ドヴィナー」が新しい母艦として選ばれたのである。
この頃、「ドヴィナー」は事実上武装解除された状態であった。その艦上に設置された武装は、旧式化した 47 mm 砲 6 門だけであった。石炭貯蔵庫の容量も、680 t にまで削減された。撤去された装備品や機関、石炭庫には、イギリス潜水艦のための必要物資の貯蔵庫に割り当てられた。潜水艦用の魚雷も 60 本収納された。ロシア帝国とイギリスが1915年8月にドイツ帝国海軍の大洋艦隊によるリガ湾侵入を阻んだ際には、まさにこれらの魚雷とロシアの機雷が活躍したのである。船内空間のうちかなりの部分が、潜水艦乗員やロシア側の勤務員のための居住区に当てられた。
1917年の二月革命ののち、練習船「ドヴィナー」はロシア臨時政府の管轄下に入った。しかし、その実は臨時政府に忠誠心の薄い急進派の水兵に実権を握られていた。彼ら「革命的大衆」の圧力によって海軍省は同年3月31日付けで「革命運動がために奪われた艦船名の回復について」の指令を出した。これにより、「ドヴィナー」は「パーミャチ・アゾーヴァ」に戻った。ロシア革命によってそれまでの同盟国との関係は急速に悪化した。ロシア海軍も崩壊の一途を辿り、規律も乱れていった。
ボリシェヴィキによって引き起こされた十月革命による打撃は、海軍にとって決定的であった。十月革命以後、艦は名実ともに急進派の管轄下に置かれることになった。1918年に結ばれたブレスト＝リトフスク条約によりロシア・ソビエト共和国の戦線離脱が決定されると、それまでロシア共和国と同盟してバルト海で活動していたイギリス海軍の潜水艦は自爆し、乗員は帰国の途に就いた。
1918年春には、「パーミャチ・アゾーヴァ」はバルト艦隊の主要基地であるゲリシンクフォールスにあった。1918年初頭からこの地はボリシェヴィキ系のフィンランド社会主義労働者共和国の領土となっていたが、4月になると攻勢を強めたフィンランド市民警備隊やドイツ帝国・東海師団によって占領された。このため、労農赤色海軍の艦船は順次ロシア本国への脱出を開始した。その中、老朽化した「パーミャチ・アゾーヴァ」は燃料も必要人員の大半も欠いたまま共和国海軍上級海軍長官のフィンランド海域における司令部としてゲリシンクフォールスに残された。そして、「パーミャチ・アゾーヴァ」が参謀長とともにこの地を去るのは同年5月28日のことであった。「パーミャチ・アゾーヴァ」は最後のソビエト艦船分遣隊に加わり、ゲリシンクフォールスからクロンシュタットへ移動した。そして、その地においてイギリスの反革命干渉軍に対抗する労農赤色海軍潜水艦の母艦として使用された

### 最期
ロシア内戦のあいだ、「パーミャチ・アゾーヴァ」は部分的に保管状態にされ、クロンシュタット港に繋留されていた。1918年春に決行されたバルト艦隊の氷中行軍ののち、フィンランド湾奥深くのクロンシュタットは赤色バルト艦隊の中核拠点となっていた。一方、ペトログラードへ侵攻しようとする N・N・ユデーニチ将軍の北西軍は、事実上海上戦力を保有しなかった。これを助けたのは、イギリス海軍である。彼らは、当時の最新兵器である航空機と魚雷艇をこの戦場へ投入した。
1919年8月1日から、イギリス軍はユデーニチ将軍の北西軍を支援するため、赤軍の拠点であるクロンシュタットへの本格的な空襲を開始した。さらにイギリス軍は、赤軍艦隊の殲滅を計画した。作戦の目的は、敵艦隊の殲滅によって北西軍の海上交通路を確保し、予定される北西軍の進軍を助けることであった。作戦は、8月17日から18日にかけての深夜に実行された。
攻撃には、8 隻の沿岸内火艇（魚雷艇）と支援の航空部隊が使用された。第1艇は、浮動防柵を砲弾で爆破し、雷撃で以って潜水母艦「パーミャチ・アゾーヴァ」を攻撃すべしとされた。「パーミャチ・アゾーヴァ」は戦力としての価値はすでに有していなかったが、潜水母艦としての価値があったため攻撃目標とされたのである。その他、第2艇は戦列艦「アンドレイ・ペルヴォズヴァーンヌイ」、第3艇は巡洋艦「リューリク」、第4艇は戦列艦「ペトロパヴロフスク」、第5艇は戦列艦船渠の潜函、第6艇は第2艇および第4艇が任務に失敗した場合の代理、第7艇と第8艇はそれぞれ東湾と小投錨地から迎撃すると見られる艦隊水雷艇の邀撃を任務とした。航空機は緊急時には魚雷艇乗員を救難することになっており、雷撃された目標物の確認、機銃掃射による航空支援を任務とされた。

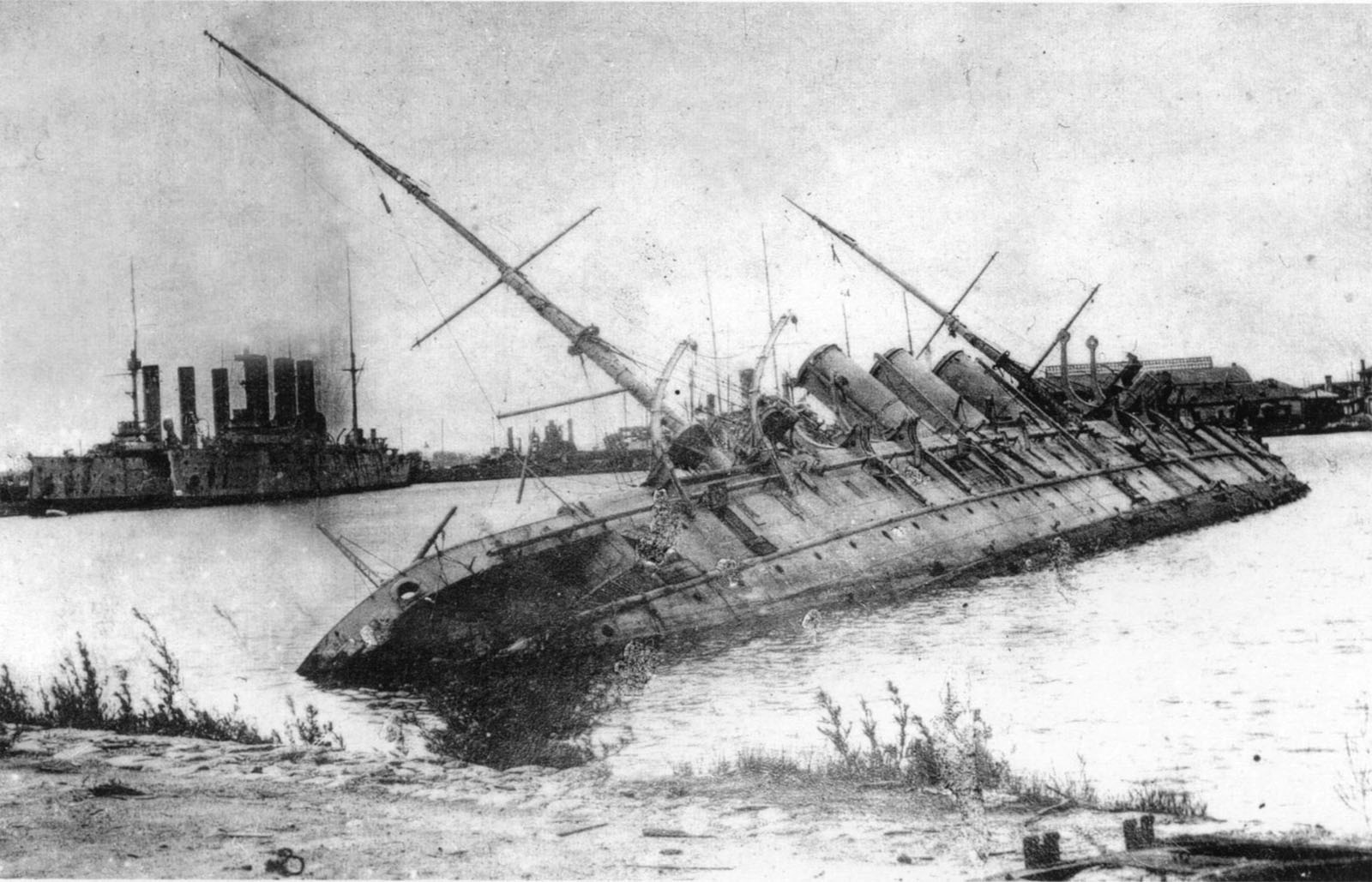
イギリス魚雷艇の雷撃を受けて転覆した浮き基地「パーミャチ・アゾーヴァ」。

第1艇の任には、第79号沿岸内火艇（CMB79）が命ぜられた。CMB79 は午前4時までにクロンシュタット湾へ接近し、侵入に備えた。浮動防柵は発見されず、従って計画通り浮き基地「パーミャチ・アゾーヴァ」に対して雷撃を仕掛けた。18 インチ魚雷発射管 2 門を備える CMB79 は、2 発の魚雷を発射した。2 発の魚雷が命中した「パーミャチ・アゾーヴァ」は大きく傾いて着底した。しかし、機動の際に CMB79 もまた失われた。こうして、その生涯 31 年目の年に起こった「パーミャチ・アゾーヴァ」にとって最初で最後の実戦は終わった。
2 発の魚雷を受けた「パーミャチ・アゾーヴァ」は、湾の出口へ向かって 60 度傾いて着底したまま戦争終結までのほぼ 3 年間にわたって放置された。さらに 6 年間はクロンシュタット湾において半分沈没したまま放置された。1921年に予定された引き揚げ作業は延期され、ようやく1923年12月になって実施された。1924年11月16日には、クロンシュタット船渠に入れられた。すべての破孔を塞いだのち、1925年4月16日からは倉庫として使用された。同年11月25日付けで公式に労農赤色海軍艦船名簿から除籍された。1927年から1929年にかけて解体された。

## 艦長
| 代 | 氏名                      | 在任期間          | 出身校       | 前職                                         | 後職                           | 備考           |
| -- | ------------------------- | ----------------- | ------------ | -------------------------------------------- | ------------------------------ | -------------- |
| 1  | N・N・ロメン              | 建造時-1892/      |              |                                              |                                |                |
| 2  | F・I・アモーソフ          | 航行試験時        |              |                                              |                                |                |
| 3  | G・P・チュフニーン        | 1892/05/05 -1896/ | 海軍幼年学校 | 沿岸防衛装甲艦「ネ・トローニ・メニャー」艦長 | バルト艦隊太平洋艦隊副司令官   |                |
| 4  | A・A・ヴィレニウス        | 1896/01/01 -1898/ | 海軍幼年学校 | 2 等巡洋艦「アフリカ」艦長兼水雷士官科教官   | 艦隊装甲艦「ポベーダ」艦長     | 艦隊参謀長兼任 |
| 5  | V・S・ユルノーフスキイ    | 1899/04/01時点    |              |                                              |                                |                |
| 6  | A・G・ニデルミールレル    | 1901/-            | 海軍幼年学校 | 海軍練習課長                                 | 第12艦隊乗員班長               |                |
| 7  | A・G・ロジーンスキイ      | -1906/07/19       |              |                                              |                                | 殉職           |
| 8  | A・P・クーロシュ          | 1906/07/20 -1908/ | 海軍幼年学校 | 水雷巡洋艦「フィーン」艦長                   | クロンシュタット投錨地防衛長官 |                |
| 9  | V・Ya・イヴァノーフスキイ | 1911/-1913/       |              |                                              |                                | 2 等佐官       |
| 10 | D・V・ニキーチン          | 1917/03/01時点    |              |                                              |                                |                |

出典は脚注参照。

## ギャラリー

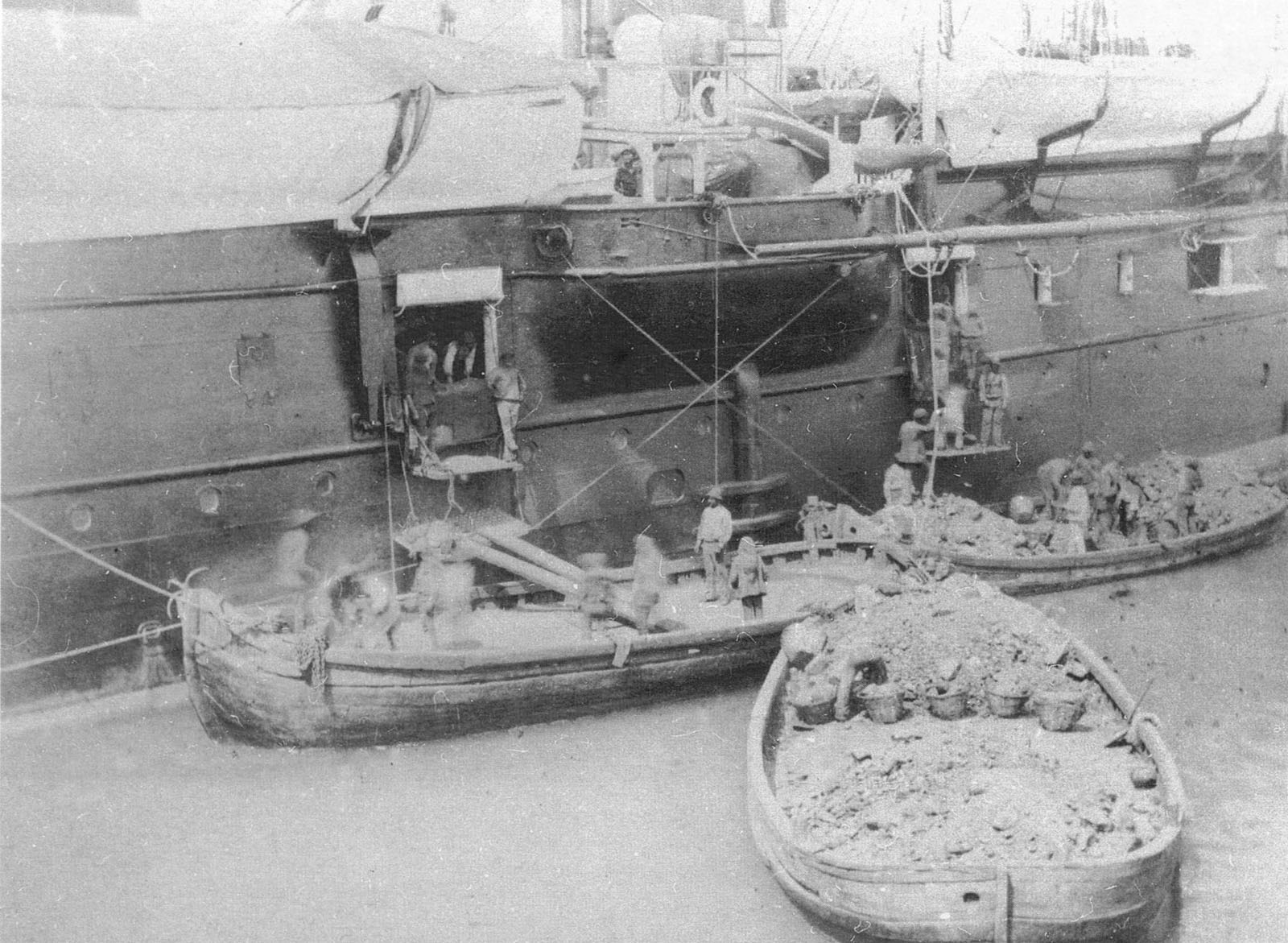
1890年代、燃料である石炭の積み込みを行う「パーミャチ・アゾーヴァ」。石炭の積載作業は過酷な労働であった。
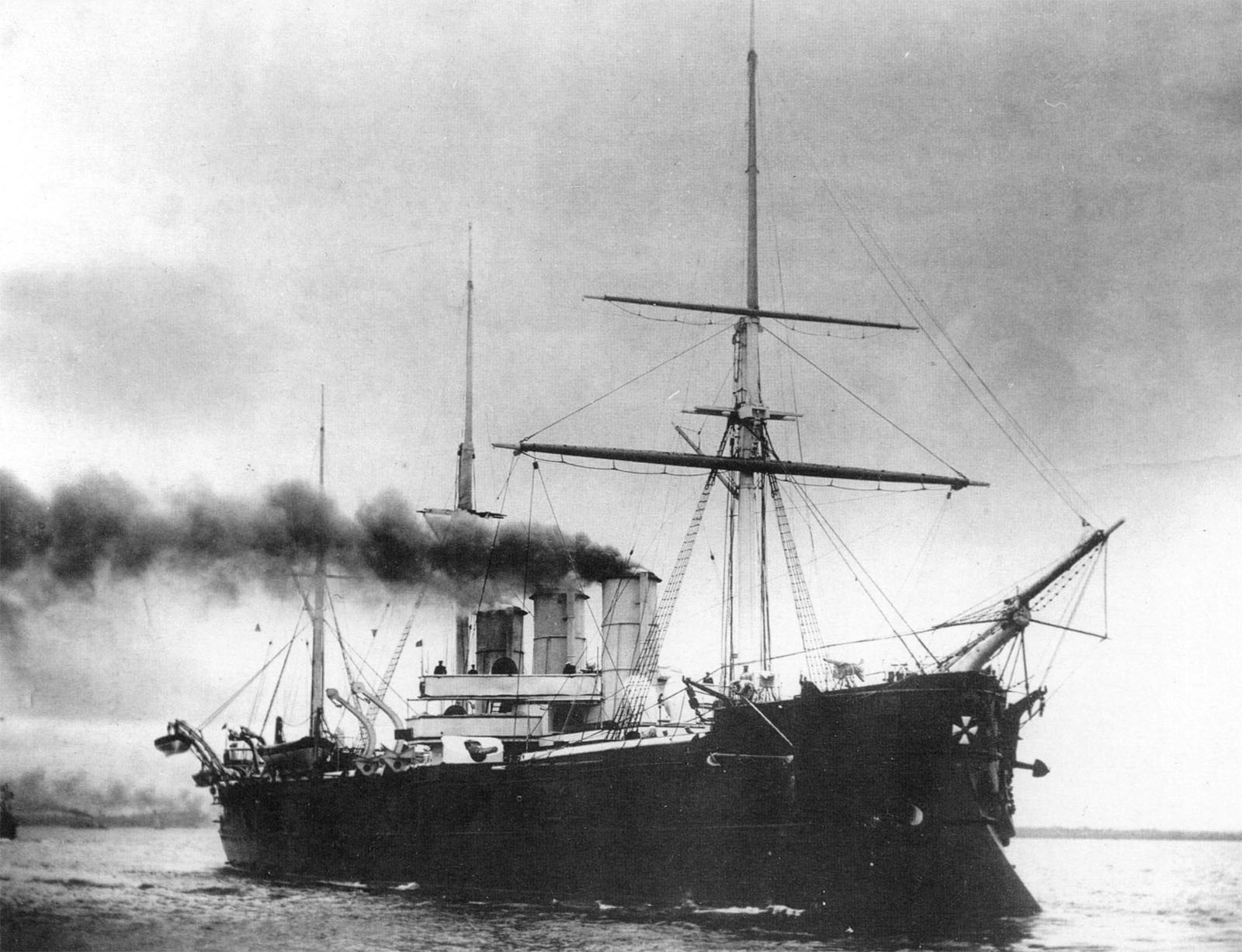
1902年の「パーミャチ・アゾーヴァ」。船首にゲオルギイ十字が見える。
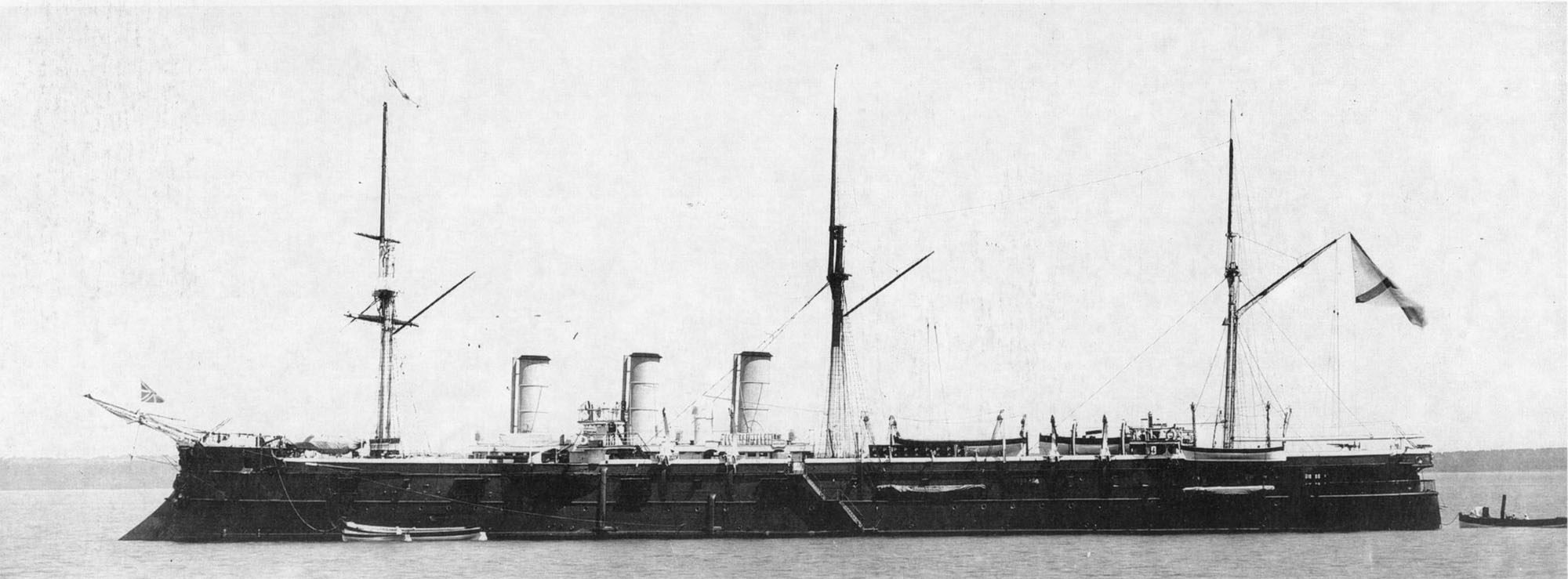
同じ時期の「パーミャチ・アゾーヴァ」。
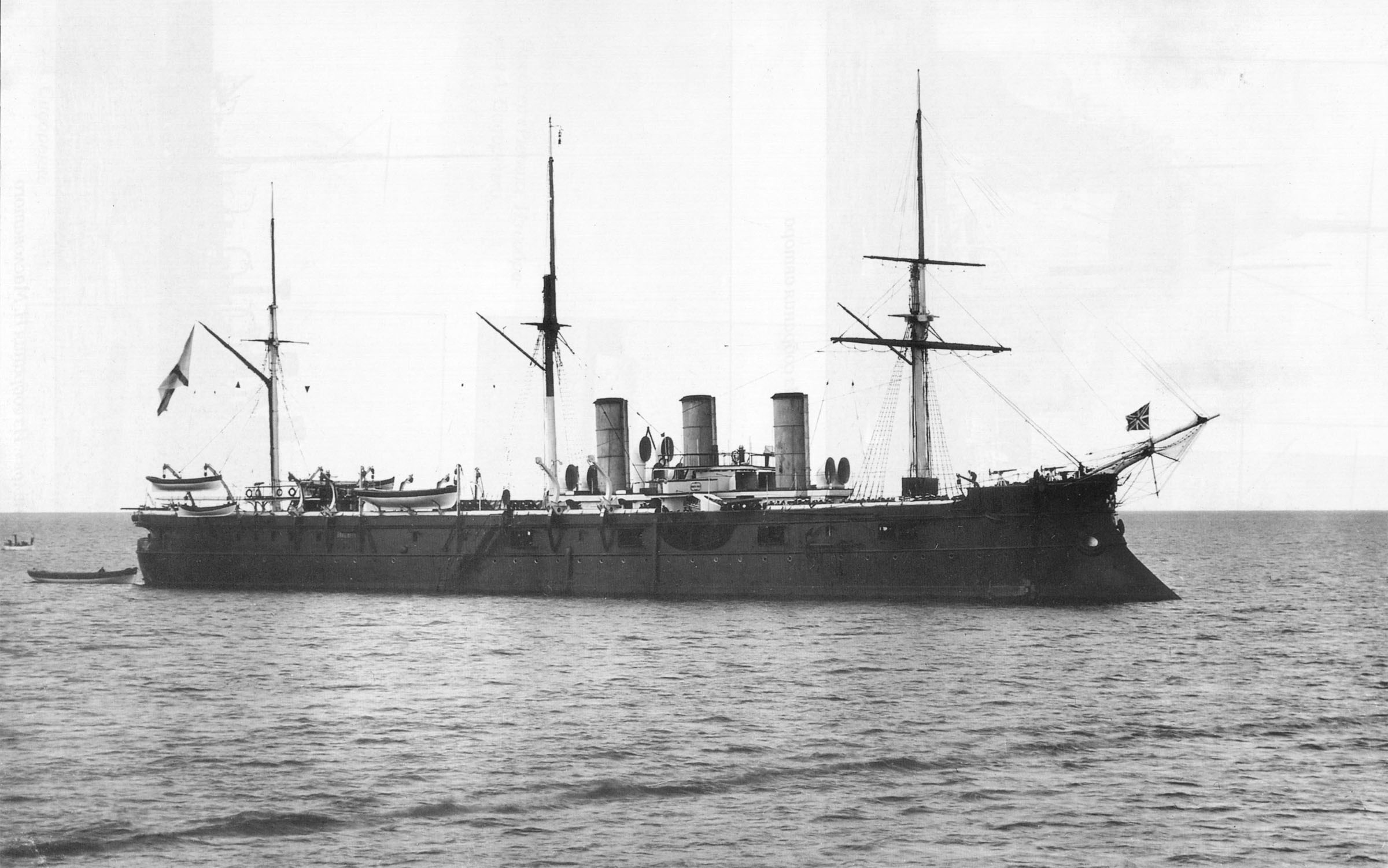
同じ時期の「パーミャチ・アゾーヴァ」。
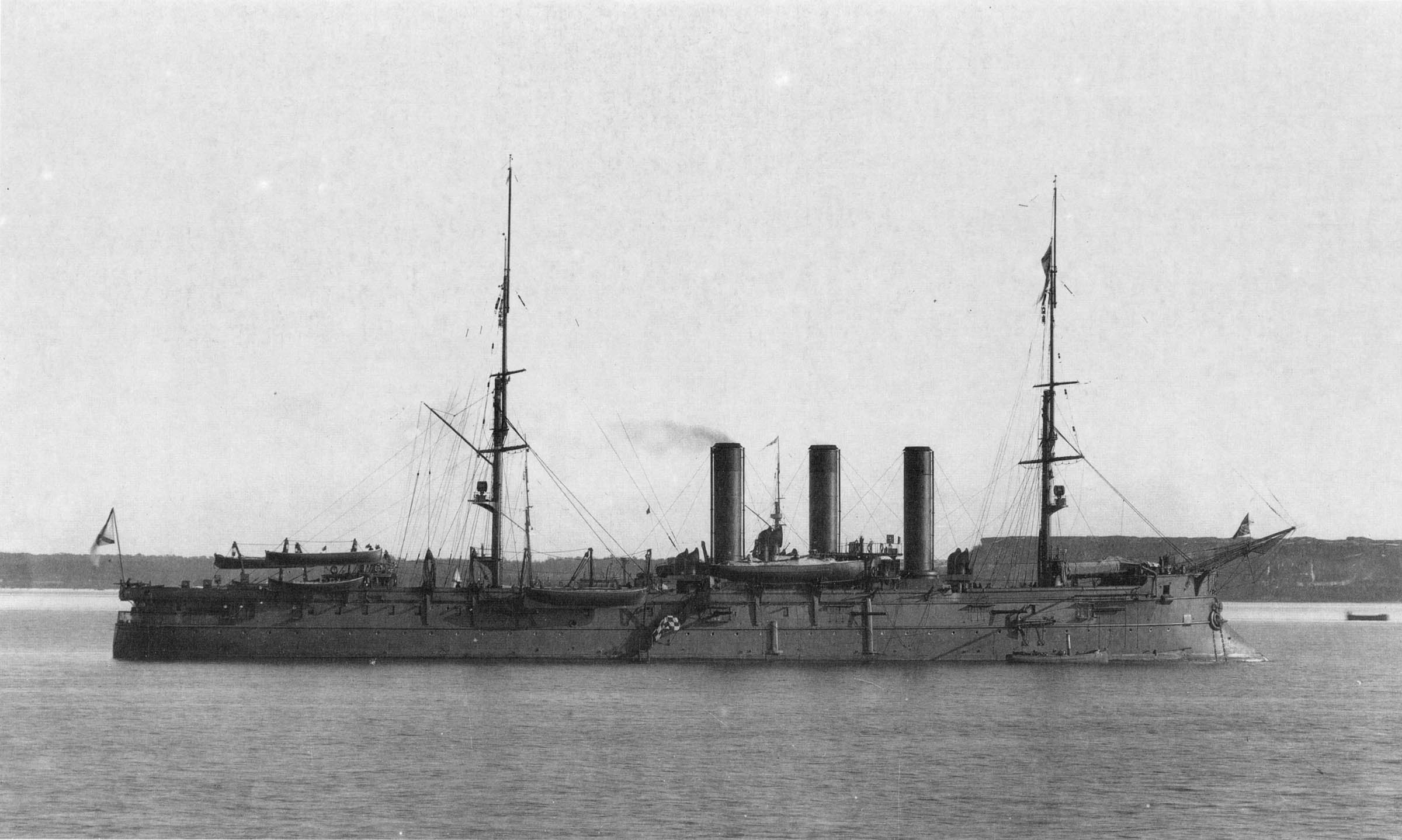
「ドヴィナー」。改修により、マストが 2 本になっている。
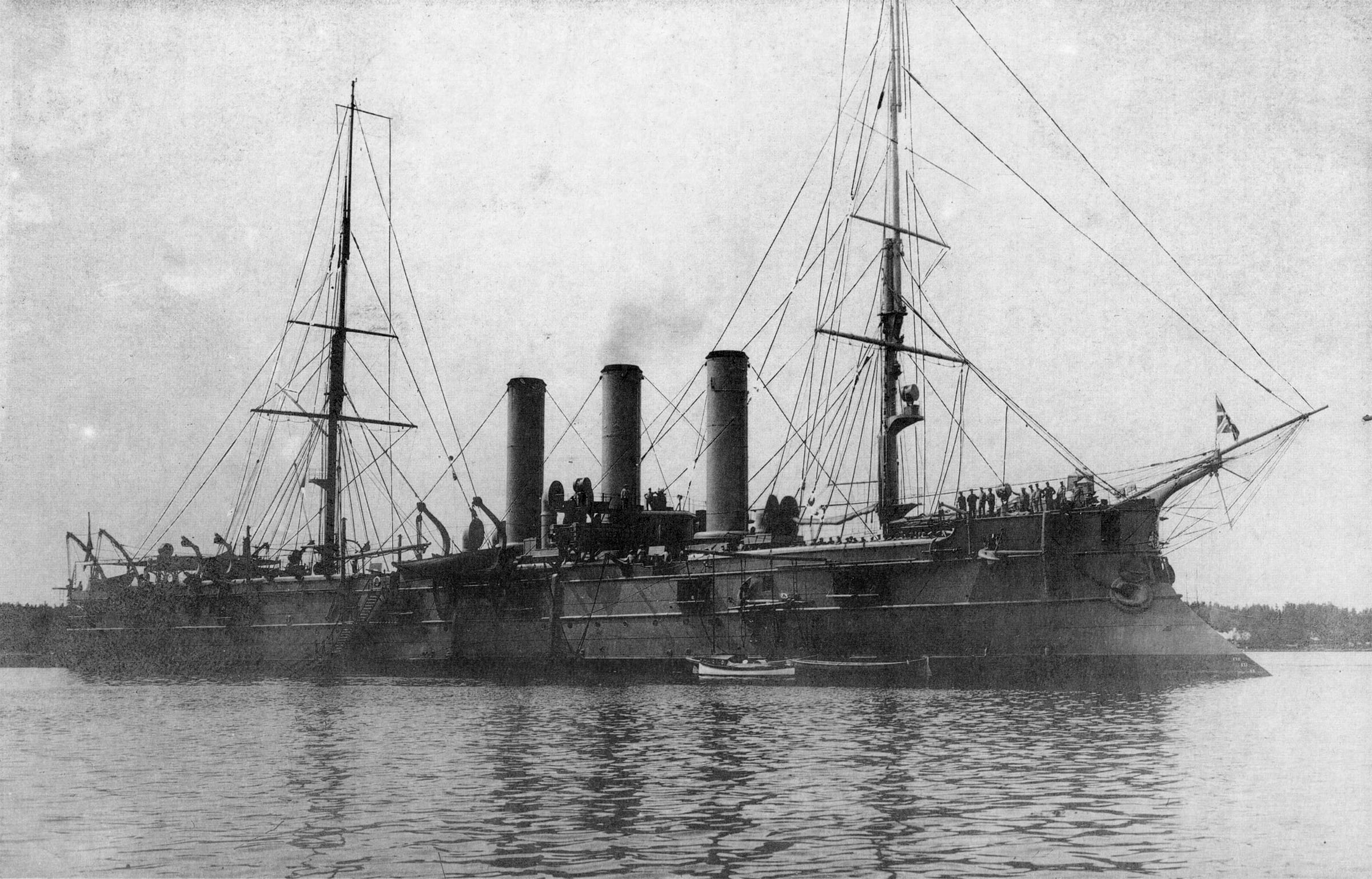
「ドヴィナー」。

### 暦
ロシア帝国では、正教会の祭事に合わせてユリウス暦を使用していた。そのため、このページではユリウス暦に準拠した年月日を記載する。以下に記載するのは、当時の大日本帝国や今日の日本、ロシア連邦などで使用されているグレゴリオ暦に換算した年月日である。
1. 1 2  3月16日。
2. 1 2  6月1日。
3. 1 2  2月25日。
4. ↑  3月16日。
5. 1 2  4月13日。
6. ↑  11月7日。
7. 1 2  2月13日。
8. 1 2 3 4 5  10月10日。
9. ↑  10月20日。
10. 1 2  7月9日。
11. ↑  10月24日。
12. ↑  12月21日。
13. ↑  1886年1月12日。
14. 1 2  4月10日。
15. ↑  1月19日。
16. ↑  11月20日。
17. ↑  5月28日。
18. ↑  6月24日。
19. ↑  7月31日。
20. ↑  9月4日。
21. ↑  10月28日。
22. ↑  10月31日。
23. 1 2  2月4日。
24. ↑  2月12日。
25. ↑  3月2日。
26. ↑  3月3日。
27. ↑  3月7日。
28. ↑  3月19日。
29. ↑  3月27日。
30. ↑  4月4日。
31. ↑  4月17日。
32. ↑  4月28日。
33. ↑  5月9日。
34. ↑  5月11日。
35. ↑  5月12日。
36. ↑  5月13日。
37. ↑  5月16日。
38. 1 2  5月19日。
39. ↑  5月18日。
40. ↑  5月23日。
41. ↑  5月28日。
42. ↑  5月30日。
43. ↑  5月31日。
44. ↑  6月2日。
45. ↑  6月16日。
46. ↑  11月19日。
47. ↑  12月28日。
48. ↑  4月16日。
49. ↑  10月21日。
50. 1 2  5月17日。
51. ↑  10月28日。
52. 1 2  4月13日。
53. ↑  1月23日。
54. ↑  6月2日。
55. ↑  6月11日。
56. ↑  4月25日。
57. ↑  7月19日。
58. ↑  8月22日。
59. ↑  9月2日。
60. ↑  11月21日。
61. ↑  12月4日。
62. ↑  12月8日。
63. ↑  2月18日。
64. ↑  4月18日。
65. ↑  4月19日。
66. ↑  4月23日。
67. ↑  4月26日。
68. ↑  5月5日。
69. ↑  5月26日。
70. ↑  7月11日。
71. ↑  11月15日。
72. ↑  12月2日。
73. ↑  12月23日。
74. ↑  4月11日。
75. ↑  4月30日。
76. ↑  5月9日。
77. ↑  5月15日。
78. ↑  9月13日。
79. ↑  9月24日。
80. ↑  4月22日。
81. ↑  10月2日。
82. ↑  12月10日。
83. ↑  12月17日。
84. ↑  12月21日。
85. ↑  12月29日。
86. 1 2  12月30日。
87. ↑  3月13日。
88. ↑  3月28日。
89. ↑  3月26日。
90. ↑  3月30日。
91. ↑  4月21日。
92. ↑  12月10日。
93. ↑  1900年1月3日。
94. ↑  2月9日。
95. ↑  4月12日。
96. ↑  5月10日。
97. ↑  12月13日。
98. ↑  7月27日。
99. 1 2  8月1日。
100. 1 2  8月2日。
101. ↑  8月13日。
102. ↑  8月17日。
103. ↑  8月18日。
104. ↑  1月13日。
105. ↑  3月14日。